# Keith Park
Pour les articles homonymes, voir Park.
Keith Rodney Park, né le 15 juin 1892 à Thames et mort le 6 février 1975 à Auckland, est un militaire néo-zélandais. As de la Première Guerre mondiale puis commandant de la Royal Air Force (RAF) pendant la Seconde Guerre mondiale, il est opérationnellement à la tête de deux des batailles aériennes les plus importantes dans le théâtre européen de la Seconde Guerre mondiale, aidant ainsi à remporter la bataille d'Angleterre et le siège de Malte.
Park est marin lorsqu'il s'engage dans le Corps expéditionnaire néo-zélandais pour servir pendant la Première Guerre mondiale. Affecté à l'artillerie, il participe à la bataille des Dardanelles (Gallipoli), au cours de laquelle il est transféré dans l'armée britannique. Sur le front de l'Ouest, il est présent à la bataille de la Somme et y est blessé. Il obtient un nouveau transfert, cette fois dans le Royal Flying Corps (RFC). Une fois son entraînement au vol terminé, il sert d'instructeur avant d'être affecté au No. 48 Squadron sur le front de l'Ouest. Il devient un as du vol, remportant plusieurs victoires aériennes et finissant par commander l'escadron.
Dans l'entre-deux-guerres, Park sert dans la Royal Air Force (RAF) via une série de postes de commandement et d'état-major, y compris une période en tant qu'attaché aérien en Amérique du Sud. À la fin des années 1930, il sert au sein du RAF Fighter Command, en tant qu'officier supérieur de l'état-major aérien de l'Air marshal Hugh Dowding. Tous deux travaillent à l'élaboration de tactiques et de stratégies de gestion pour la défense aérienne du Royaume-Uni. Peu après le début de la Seconde Guerre mondiale, Park se voit confier le commandement du No. 11 Group RAF, chargé de la défense du sud-est de l'Angleterre et de Londres. En raison de son importance stratégique et de sa situation géographique par rapport à la Luftwaffe, le No. 11 Group RAF subit le plus gros de l'assaut aérien allemand pendant la bataille d'Angleterre. La gestion par Park de ses avions de chasse et de ses pilotes permet à la Grande-Bretagne de conserver sa supériorité aérienne le long de la Manche.
Déchargé de son commandement après la bataille d'Angleterre, Park sert à la formation avant d'être affecté au Moyen-Orient en tant qu'Air officer commanding pour l'Égypte à la fin de l'année 1941. Au milieu de l'année suivante, il prend en charge les défenses aériennes de Malte, qui subit alors de lourdes attaques de la Luftwaffe et de la Regia Aeronautica (armée de l'air italienne). Lorsque le siège est levé, Park fait passer les forces de la RAF de Malte d'un rôle défensif à un rôle offensif en vue de l'invasion de la Sicile par les Alliés. À partir de 1944, il occupe des postes importants au Moyen-Orient et en Inde britannique. Il prend sa retraite de la RAF en 1946 en tant qu'Air marshal. De retour en Nouvelle-Zélande, il travaille dans l'industrie aéronautique pour un constructeur d'avions britannique, puis s'engage dans la politique locale à Auckland. Il meurt de problèmes cardiaques en février 1975.

## Biographie

### Enfance et étude
Né à Thames, en Nouvelle-Zélande, le 15 juin 1892, Keith Rodney Park est le troisième fils et le neuvième enfant du professeur écossais James Park (en), géologue et directeur de l'école des mines de Thames, et de son épouse, Frances Rogers, originaire de Nouvelle-Zélande. Park est scolarisé au King's College (en) d'Auckland jusqu'en 1905. L'année suivante, il fréquente l'Otago Boys' High School (en) à Dunedin, où son père a déménagé la famille après avoir été nommé professeur d'exploitation minière à l'université d'Otago. À cette époque, les parents de Park se séparent, sa mère déménageant en Australie et laissant les enfants à la charge de leur père.
À l'Otago Boys' High School, Park rejoint le corps des cadets de l'école. Après avoir terminé ses études, il trouve un emploi à l'Union Steam Ship Company. Il a toujours aimé les bateaux et, dans la famille Park, on l'appelle Skipper (« skipper »). Il prend la mer en tant que commissaire de bord à bord de charbonniers et de navires à passagers à vapeur, d'abord sur des navires naviguant le long de la côte, puis sur des navires se rendant en Australie et dans les îles du Pacifique. Il sert également comme soldat réserviste dans l'artillerie de campagne néo-zélandaise de mars 1911 à novembre 1913.

### Première Guerre mondiale

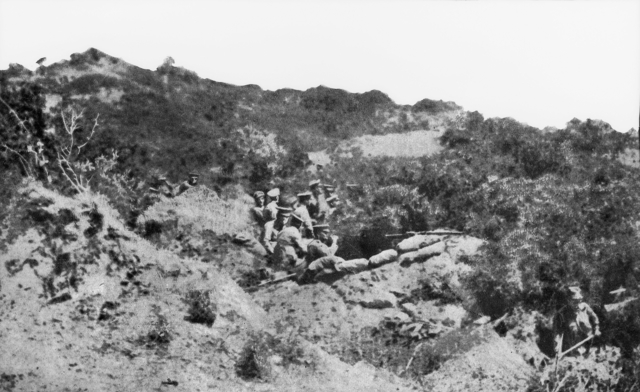
Une petite tranchée alliée lors du Débarquement de la baie ANZAC le 25 avril 1915.

Peu après le début de la Première Guerre mondiale, les employeurs de Park l'autorisent à quitter l'entreprise et à participer à l'effort de guerre. Il s'engage dans le Corps expéditionnaire néo-zélandais (NZEF) le 14 décembre 1914 et est affecté à l'artillerie de campagne. Il est promu caporal au début du mois de février 1915. Park quitte la Nouvelle-Zélande le même mois dans le cadre de la troisième vague de renforts pour le NZEF, à destination du Moyen-Orient. À son arrivée, il est affecté à la 4e batterie d'obusiers, sous le commandement du major Norrie Falla (en).
Au début du mois d'avril 1915, les planificateurs militaires de Londres décident que la NZEF ferait partie des forces alliées qui ouvriraient un nouveau front au Moyen-Orient en débarquant sur la péninsule de Gallipoli. Park participe au Débarquement de la baie ANZAC le 25 avril, débarquant le soir même ou tôt le matin suivant avec sa batterie. La 4e batterie d'obusiers est la seule unité de ce type à la baie ANZAC, mais elle dispose de munitions limitées et n'est pas en mesure, au début, d'utiliser plus de quelques obus par jour. Lorsqu'il n'est pas engagé dans des tirs d'artillerie, Park fait office de messager. Au cours de la guerre de tranchées qui suit, les exploits de Park sont reconnus et, en juillet, il est nommé sous-lieutenant. Il commande une batterie d'artillerie pendant l'offensive d'août : la bataille de Sari Bair (en). Par la suite, Park prend la décision atypique de passer de la NZEF à l'armée britannique, en renonçant à sa commission et en rejoignant la Royal Horse and Field Artillery. Il n'a jamais expliqué les motivations de ce changement,.
Attaché à la 29e division (en) en tant que sous-lieutenant temporaire, Park est affecté à la batterie no 10 de la 147e brigade, à Helles. Il est à la tête d'un canon de marine de 12 livres, qui est souvent soumis aux ripostes turques. Avec le reste de sa batterie, il est évacué des Dardanelles vers l'Égypte en janvier 1916, après la décision de l'abandon des positions alliées sur place. La bataille le marque physiquement et mentalement, même si, plus tard, il s'en souviendra avec nostalgie. Il admire particulièrement le commandant du Corps d'armée australien et néo-zélandais, William Birdwood, dont le style de commandement et l'attention portée aux détails seront un modèle pour Park dans la suite de sa carrière.

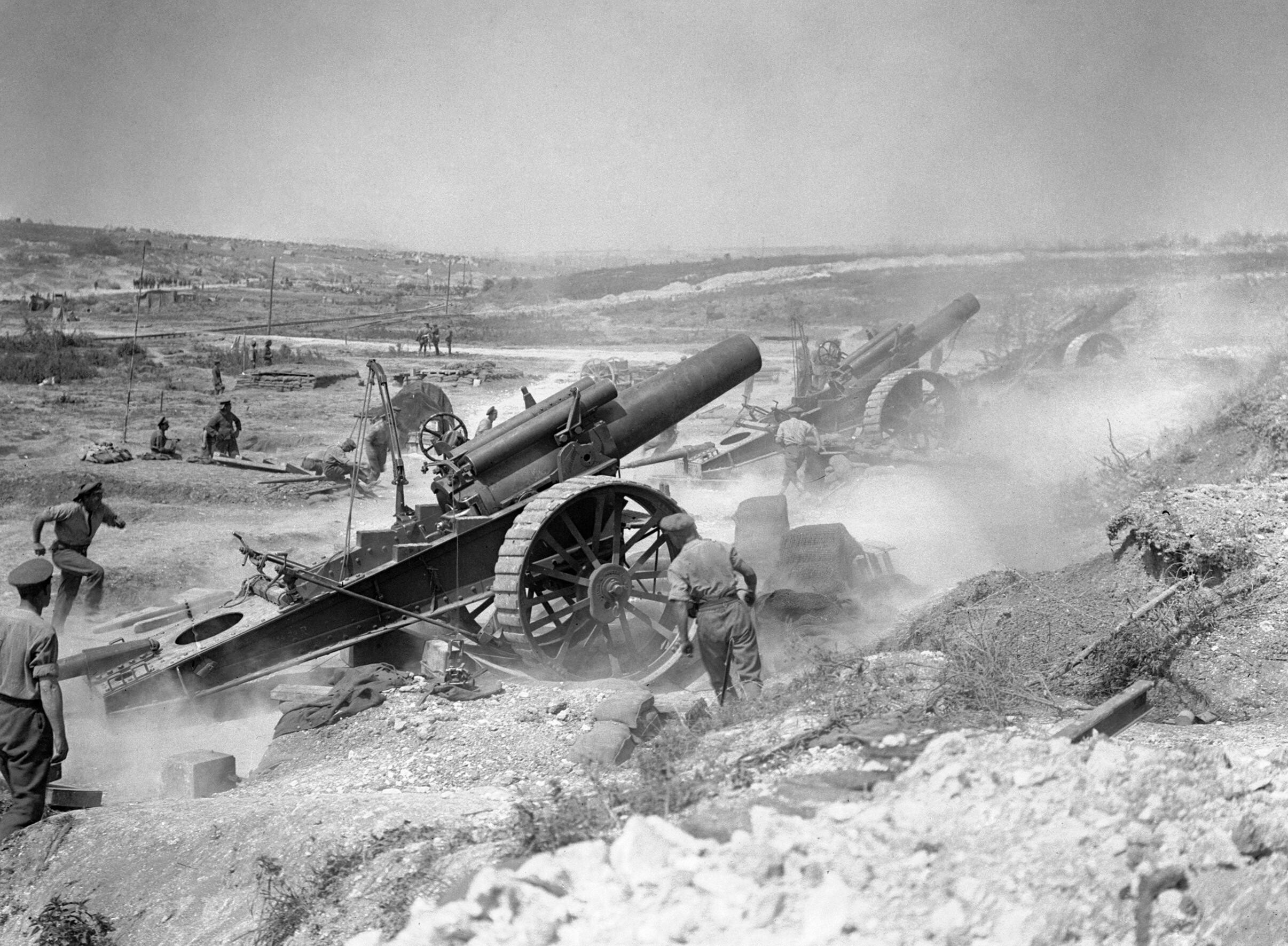
L'artillerie lourde britannique en action lors de la bataille de la Somme en août 1916.

En mars, la batterie de Park, ainsi que le reste de la 29e division, est envoyée sur le front de l'Ouest et affectés à un secteur le long de la Somme. Deux mois plus tard, le grade de Park devient définitif. À cette époque, il s'intéresse à l'aviation et alors qu'il se trouve en Égypte et qu'il se prépare à partir pour la France, il demande à voler afin d'évaluer sa capacité à participer aux observations ; toutefois la reconnaissance aérienne est vue comme une perte de temps à l'époque. Désormais, avant la bataille de la Somme, il apprend à quel point les avions peuvent être utiles dans un rôle militaire et il goûte au vol en étant emmené dans les airs pour vérifier le camouflage de sa batterie. Il fait un rapport sur la facilité avec laquelle les canons britanniques peuvent être détectés. Pendant la bataille, qui commence le 1er juillet, l'artillerie est fortement engagée. Le 21 octobre, alors qu'il tente de retirer un canon inutilisable pour le réparer, Park est projeté de son cheval par un obus allemand. Blessé, il est évacué en Angleterre et certifié médicalement « inapte au service actif », ce qui signifie techniquement qu'en tant qu'officier, il est inapte à monter à cheval. Après une brève période de convalescence, de récupération et d'entraînement à l'arsenal de Woolwich (Royal Arsenal), il rejoint le Royal Flying Corps (RFC) en décembre. Il essayait dans les faits depuis un certain temps d'obtenir un transfert, mais les officiers supérieurs de la 29e division ne l'autorisaient pas pour son personnel servant en France. Plus tard, Park considéra sa blessure comme particulièrement fortuite pour sa future carrière militaire.

### Royal Flying Corps
La formation de Park au sein du Royal Flying Corps (RFC) — l'un des ancêtres de la Royal Air Force (RAF) — commence à Reading par un cours à la No. 1 School of Military Aeronautics. Une grande partie de cette formation initiale porte sur les bases militaires, comme l'exercice, et sur des sujets théoriques, comme le code Morse. L'instruction au pilotage ne commence qu'à Netheravon où, après avoir piloté un Avro 504K avec un instructeur, il vole en solo sur un Farman MF.11. La RFC manque encore de sophistication dans sa formation au pilotage, et de nombreux pilotes sont envoyés en France avec à peine plus que des compétences de base. Park, ayant accumulé plus de 20 h de vol en solo et 30 h de vol au total, obtient ses ailes d'aviateur et est ainsi affecté à Rendcomb en tant qu'instructeur en mars 1917,.
À Rendcomb, Park accumule plus de 100 h de vol avant d'être affecté en France en juin. Le temps qu'il passe dans les airs à ce stade améliore ses chances de survie en combat aérien. Lorsqu'il se présente au quartier général de la RFC à Boulogne-sur-Mer, on lui indique qu'il doit être pilote de bombardier et on l'envoie dans une sélection à Saint-Omer, et ce, malgré sa spécialisation dans les avions de chasse. Après quelques jours sans affectation, il contacte le No. 48 Squadron, une unité de chasse, ce qui permet à Park d'être affecté à cet escadron le 7 juillet,.

#### Service avec le No. 48 Squadron

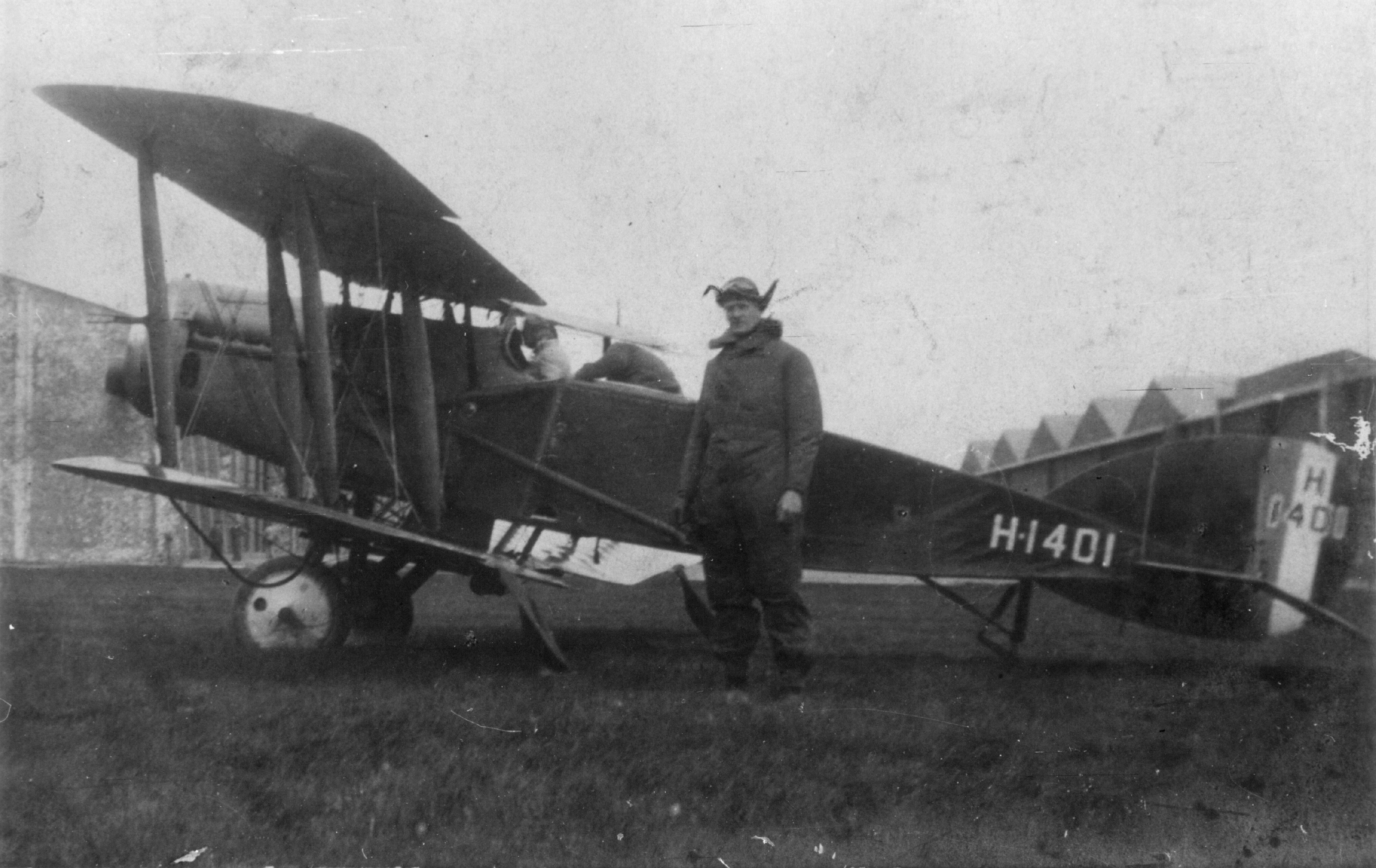
Park, en tenue de vol, près d'un avion Bristol (vers 1917-1918).

Peu après l'arrivée de Park au sein du No. 48 Squadron, l'unité déménage à l'aérodrome Frontier, juste à l'est de Dunkerque. L'escadron est équipé du nouveau Bristol F.2, un chasseur biplan biplace capable de faire aussi de la reconnaissance. L'escadron effectue ainsi des patrouilles et des vols de reconnaissance tout en escortant également les bombardiers qui attaquent les aérodromes allemands en Belgique. Park rencontre pour la première fois des chasseurs de la Luftstreitkräfte (armée de l'air impériale allemande) le 24 juillet 1917 lorsqu'il est pris en chasse par trois Albatros D.III près de Middelkerke. Lui et son observateur, le sous-lieutenant A. Merchant, qui utilise une mitrailleuse Lewis, repoussent les attaquants, et l'un d'eux perd le contrôle de son appareil,. Lorsque les Allemands commencent à utiliser leurs bombardiers lourds pour attaquer Londres et d'autres cibles en Angleterre au cours de l'été, le No. 48 Squadron est chargé d'effectuer des missions d'interception. Park n'a jamais vu de bombardiers lors de ces vols.

Park remporte sa deuxième victoire aérienne le 12 août lorsque, accompagné du sous-lieutenant Arthur Noss (en) en tant qu'observateur, il est attaqué par deux Albatros alors qu'il rentre à la base après une patrouille. Les tirs soutenus de Noss fait perdre de nouveau le contrôle d'un appareil. Le 16 août, de nouveau associé à Noss, le duo parvient encore une fois à faire perdre à leur adversaire le contrôle d'un appareil, un avion de reconnaissance DFW C.V. Le lendemain, Park et Noss s'engagent dans un combat aérien prolongé qui commence à 15 000 pieds (4 600 mètres) au-dessus de Slype et se termine près de Gistel à une hauteur de 3 000 pieds (910 mètres). Ils détruisent un Albatros qui s'écrase en mer et en rendent trois autres hors de contrôle de leur pilote. En reconnaissance de leurs succès, le commandant de la 4e brigade RFC, le brigadier-général John Becke (en), recommande que Park et Noss soient décorés de la Croix militaire,, qui leur est dûment décernée, la citation publiée pour la médaille de Park se lisant comme suit : 

« Pour sa bravoure et son dévouement remarquables. Au cours d'un engagement avec plusieurs grandes formations hostiles, les deux machines avec lesquelles il patrouillait furent mises hors service. Bien qu'il se soit retrouvé seul, il a continué à attaquer et a engagé l'ennemi avec une telle détermination que lui et son observateur en ont détruit un et en ont fait tomber trois autres, complètement hors de contrôle. Il a accompli plusieurs autres exploits et a toujours donné l'exemple le plus inspirant par sa témérité et sa ténacité. »

— The London Gazette, No. 30466, 9 janvier 1918.

Le 21 août, Park, en compagnie du sous-lieutenant W. O'Toole — Noss étant de repos — mets deux Albatros hors de contrôle de leur pilote. De retour avec Noss le 25 août, les deux hommes détruisent un Albatros au sud de Slype. Le 2 septembre, avec Alan Light, Park a deux engagements distincts avec des Albatros près de Dixmude ; les deux appareils sur lesquels Light et lui tirent sont vus en train de s'écraser de manière incontrôlée,. Le 5 septembre, Park, volant avec le mécanicien de l'air H. Lindfield, tue un pilote de la Jagdstaffel 2, Franz Pernet, le beau-fils du général Erich Ludendorff, au large d'Ostende. Volant près de Slype le 9 septembre, lui et Lindfield rendent un Albatros ennemi incontrôlable, et deux jours plus tard, Park est promu temporairement capitaine,. Avec le sous-lieutenant H. Owen comme observateur, ils détruisent un Albatros supplémentaire le 14 septembre et rendent un autre Albatros incontrôlable. Park est le pilote le plus performant de l'escadron pendant la période août-septembre et Becke le recommanda pour l'Ordre du Service distingué. L'officier supérieur du RFC en France, le major-général Hugh Trenchard, rétrograde cette recommandation à une barrette porte médailles sur sa Croix militaire, estimant que cette récompense est suffisante,. La citation publiée est la suivante : 

« Pour avoir fait preuve d'une bravoure et d'un dévouement remarquables en repérant neuf avions ennemis, dont trois ont été complètement détruits et six ont été abattus [sans qu'ils puissent être contrôlés]. »

— The London Gazette, No. 30583, 18 mars 1918.

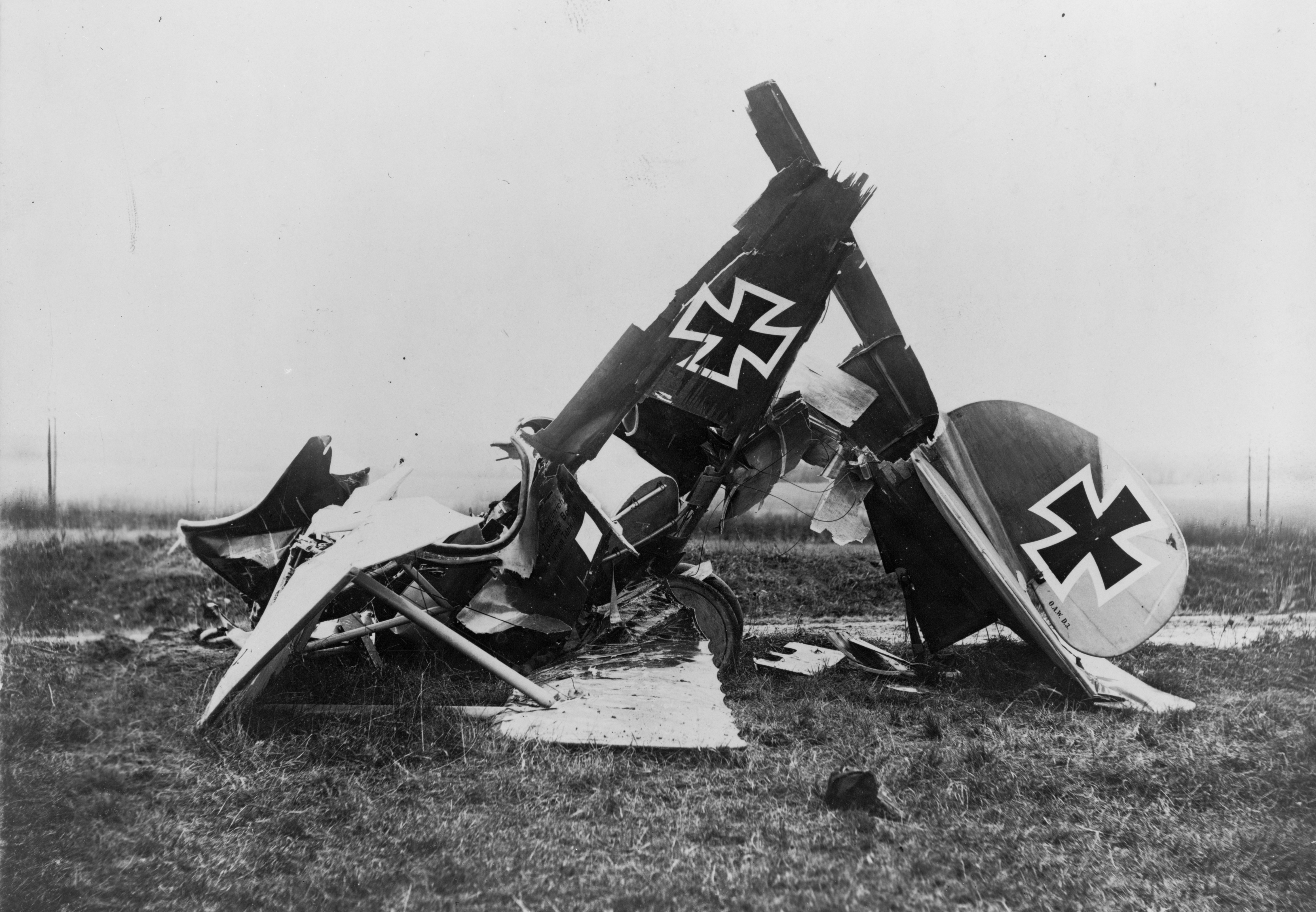
Les restes d'un Albatros D.III principal chasseur ennemi rencontré par Park s'étant écrasé en Flandres (1917).

Vers la fin du mois de septembre, le No. 48 Squadron se rend dans le secteur d'Arras, après avoir subi plusieurs pertes au cours des semaines précédentes. Là, Park, désormais chef d'escadrille, se concentre sur la préparation au combat aérien de son groupe, qui comprend de nombreux pilotes de remplacement inexpérimentés. En novembre, il reçoit la Croix de guerre, distinction honorifique française, pour les services rendus à l'appui des opérations de la 1re armée française dans le secteur des Flandres en Belgique. Le 3 janvier 1918, Park et son observateur, le lieutenant J. Robertson, volent près de Ramicourt pour une reconnaissance photographique lorsqu'ils sont attaqués par plusieurs chasseurs Albatros allemands. Park réussit à faire perdre le contrôle de son appareil à un pilote bien que le fusil de son observateur s'enraye. Park finit par échapper aux chasseurs qui le poursuivent, mais son moteur est endommagé par des tirs de mitrailleuse et il atterrit en catastrophe derrière les lignes britanniques. Il est ensuite envoyé en Angleterre pour se reposer, ce qui s'avère être de courte durée, car plus tard en janvier, il est affecté à Hooton Park (en) pour former les pilotes stagiaires canadiens,.

#### Commandement d'escadron
Après le début de l'offensive allemande du Printemps à la fin du mois de mars 1918, Park revient en France en tant que major pour prendre le commandement du No. 48 Squadron, alors qu'il est le seul pilote survivant des rangs de 1917. Les premiers jours de son mandat sont marqués par des déménagements, l'escadron se retirant à plusieurs reprises vers de nouveaux sites pour garder une longueur d'avance sur l'avancée des Allemands. Le groupe finit par s'installer à Bertangles, où il reste quelque temps. Park est très respecté par ses hommes, bien qu'il ait tendance à éviter les relations étroites avec ceux qui sont sous son commandement.
L'escadron mène des attaques à basse altitude contre les troupes et les positions allemandes, en plus de son travail de reconnaissance habituel. Le chasseur Bristol M.1 n'est pas adapté au premier rôle, sa manœuvrabilité à basse altitude étant limitée. À un moment donné, au cours des dernières étapes de l'avancée allemande, l'escadron ne compte plus que trois appareils opérationnels, les autres ayant été endommagés ou détruits par des tirs au sol. Le 18 mai près de Bray, lui et son observateur engagent un Pfalz D.III, parvenant à faire perdre le contrôle de ce dernier à son pilote. Le mois suivant, le 25 juin, en compagnie du sous-lieutenant H. Knowles, il détruit un avion de reconnaissance Rumpler et met hors d'état de nuire un DFW C.V.

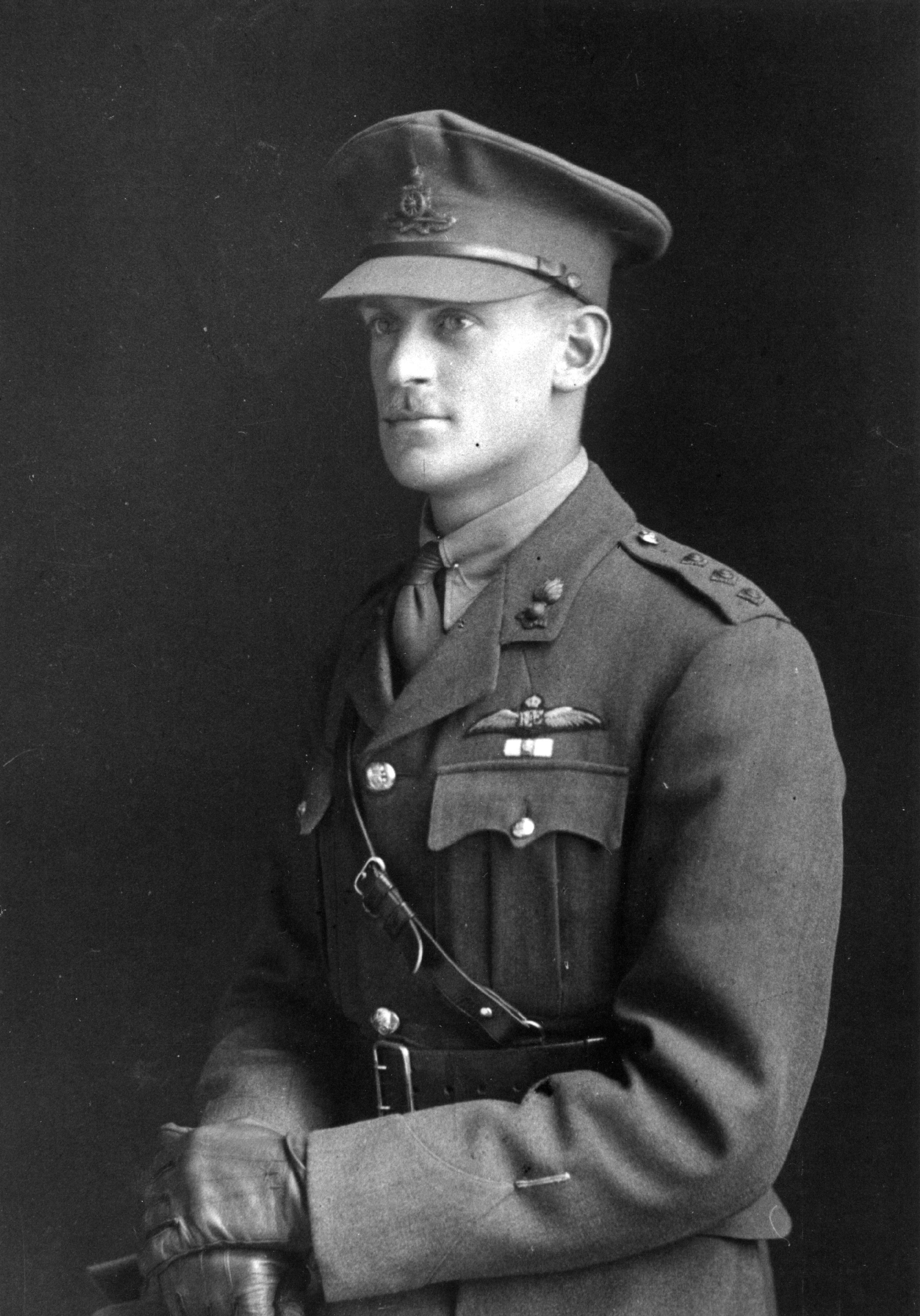
Park dans son uniforme du Royal Flying Corps.

En août, Park est blessé lors d'un bombardement sur l'aérodrome de son escadron à Bertangles, mais il parvient à aider d'autres blessés à s'échapper des hangars en flammes. En novembre, la tension du commandement épuise pratiquement Park. Le 9 novembre, fatigué, il fait s'écraser son appareil lors d'un vol d'essai. Deux jours plus tard, la guerre prend fin. Une certaine confusion règne quant au nombre de victoires aériennes remportées par Park au cours de la guerre ; la documentation officielle du No. 48 Squadron indique que lui et ses observateurs sont crédités de la destruction de neufs avions et de la mise hors de contrôle de onze avions, soit un total de vingt avions allemands. Les archives du ministère de l'Air lui attribuent quatorze victoires aériennes. Le biographe de Park, Vincent Orange (en), considère que Park a détruit onze avions et endommagé, voire détruit, treize autres.

### Entre-deux-guerres
Juste après la guerre, le 25 novembre 1918, Park épouse Dorothy « Dol » Parish à l'église Christ Church de Lancaster Gate à Londres. Les deux se sont rencontrés en octobre 1917 lorsque Park séjourne chez un collègue pilote lors d'une permission à Londres. Parish, née à Londres, est infirmière pendant la guerre. Park demande une commission permanente dans la Royal Air Force (RAF) au début de l'année, mais n'a pas de nouvelles malgré le soutien de celle-ci par son commandant d'escadre. Ainsi, il est affecté au commandement du dépôt d'entraînement no 54 à la base aérienne Fairlop (en), mais il n'est jugé apte qu'au vol léger et aux tâches au sol. En février 1919, il demande à nouveau une commission permanente dans la RAF. Le même mois, son père fait une demande au nom de Park au ministre de la Défense de Nouvelle-Zélande (en) pour un rôle éventuel dans le service d'aviation militaire qui est proposé pour la défense du pays. Cette démarche s'avère infructueuse, aucune décision ferme n'ayant été prise à ce sujet. Entre-temps, Park cherche un emploi dans une entreprise néo-zélandaise, la Canterbury Aviation Company, créée par Henry Wigram (en), un pionnier de l'aviation commerciale dans le pays. Park n'est pas retenu pour ce poste.
Park se rend à London Colney pour y commander le dépôt d'entraînement qui est situé et suit également un cours à la No. 2 School of Navigation and Bomb Dropping, une école de navigation et de largage de bombes. Fin avril, il pilote un bombardier bimoteur Handley Page 0/400 sur un circuit de près de 3 000 kilomètres autour des îles Britanniques, qu'il boucle en 28 h 30. Il s'agit du deuxième vol de ce type, conçu pour sensibiliser le public à l'existence de la RAF. Le mois suivant, Park passe un examen médical qui soulève des inquiétudes quant à son état de santé en raison de ses blessures de guerre, ainsi que de problèmes nerveux et cardio-vasculaires. Il est jugé inapte à poursuivre son service, malgré le vol record qu'il vient d'effectuer. Park prend un congé pour se reposer et, deux mois plus tard, demande à être réexaminé. Dans l'intervalle, il reçoit la Distinguished Flying Cross « en reconnaissance des services éminents rendus pendant la guerre ».
Park reçoit sa commission permanente en septembre, avec effet au 1er août 1919, avec le grade de Flight lieutenant. Il est nommé commandant d'une réserve d'avions Handley Page à la base aérienne Hawkinge (en). Ce rôle ne le satisfait pas et il est heureux lorsque, au début de l'année 1920, il est affecté au No. 25 Squadron RAF (en), nouvellement réformé, en tant que commandant d'escadron. Plus tard dans l'année, il prend le commandement de l'école de formation technique, basée à la base aérienne Manston, et est ensuite promu Squadron leader. Sa santé s'améliore aussi. En avril 1922, il est l'un des vingt officiers sélectionnés pour participer à la nouvelle école d'état-major de la RAF, le RAF Staff College, à la base aérienne Andover (en). Parmi les autres étudiants de ce cours de douze mois figurent Sholto Douglas, avec qui il s'était opposé l'année précédente au sujet de l'organisation de démonstrations en vol lors d'un meeting aérien, et Charles Portal, qui allaient tous deux occuper le poste de Chief of the Air Staff (CAS).

#### Officier d'état major

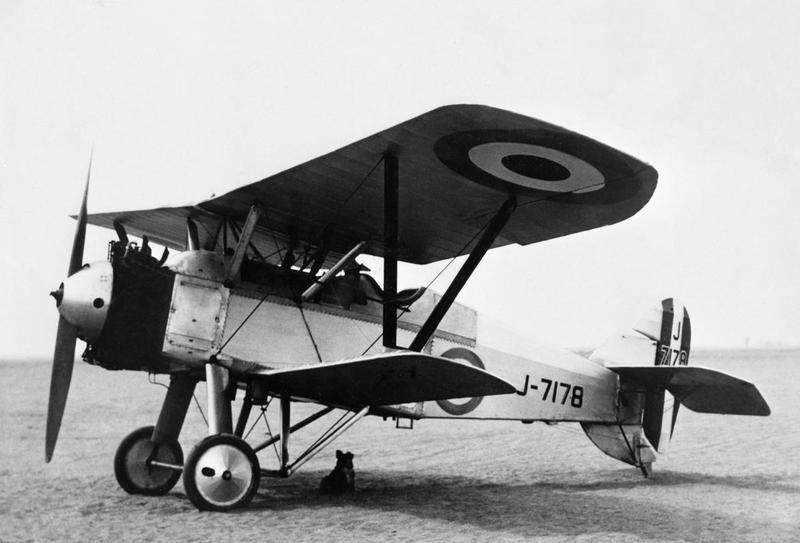
Un Armstrong Whitworth Siskin de la RAF, photographié en 1925.

En mars 1923, la santé de Park est suffisamment rétablie pour qu'il retrouve son statut de pilote et, deux mois plus tard, il est affecté à des tâches techniques en Égypte. Basé à Aboukir, il est accompagné de sa femme et de leur jeune fils. Plus tard dans l'année, il est transféré au Caire en tant qu'officier d'état-major technique au siège du Middle East Command (en) de la RAF. En octobre 1924, il est affecté à l'état-major de l'aviation. Il est très respecté par son commandant, Oliver Swann (en), qui prend sa défense en 1925 lorsque des inquiétudes sont exprimées au sujet de la santé de Park. En juin 1926, Park et sa famille, qui compte désormais un deuxième fils, retournent en Angleterre. Un examen médical effectué à cette époque le déclare apte au service.
À la demande d'une connaissance, l'Air commodore Felton Holt (en), Park est affecté à l'Air Defence of Great Britain (en) (ADGB) en août. Il fait partie de l'état-major du commandant de l'ADGB, l'Air marshal John Salmond, et est « chargé des opérations, de la mobilisation des renseignements et de l'entraînement combiné ». L'ADGB, basé à la base aérienne Uxbridge, est un commandement de la RAF chargé de la défense aérienne du Royaume-Uni, et Park dispose d'une grande latitude pour développer son rôle. Après quinze mois au sein de l'ADGB, Park se voit confier le commandement d'un escadron ; il se rend à Duxford pour diriger le No. 111 Squadron RAF (en), une unité de chasseurs. L'escadron utilise l'Armstrong Whitworth Siskin et Park veille à ce qu'il travaille de manière intensive, enregistrant régulièrement un grand nombre d'heures de vol durant son commandement,. Il est impliqué dans un incident le 7 février 1928, lorsqu'il s'écrase dans un Siskin lors d'un atterrissage de nuit. Lors de l'enquête qui s'ensuit, il admet que sa vision nocturne est défectueuse et ne vole plus de nuit par la suite.
Park est promu Wing commander le 1er janvier 1929 et réaffecté à Uxbridge pour des tâches d'état-major deux mois plus tard. Pendant deux années consécutives, il participe à l'organisation des concours aériens de Hendon, qui attirent plus de 100 000 spectateurs, et il est également impliqué dans le développement de systèmes de contrôle des opérations des avions de chasse qui défendent le Royaume-Uni contre les attaques aériennes. Son officier supérieur est alors l'Air vice-marshal Hugh Dowding,. En janvier 1931, Park se voit confier le commandement de la station aérienne Northolt, pour un commandement de dix-huit mois. Il devient ensuite instructeur en chef de l'Oxford University Air Squadron (en) (OUAS). Park est responsable de soixante-quinze étudiants, dont Archibald Hope (en), qui commandera plus tard le No. 601 Squadron RAF (en). Hope considère Park comme un bon commandant de l'OUAS, tout comme un instructeur junior, le futur as de l'aviation Tom Gleave (en). De nombreux élèves de l'OUAS, encouragés par Park, rejoindront ensuite la RAF. L'université d'Oxford lui décerne par la suite un Master of Arts honorifique en reconnaissance de ses services.

#### Amérique du Sud
En novembre 1934, Park est envoyé à Buenos Aires en tant qu'attaché aérien pour l'Amérique du Sud. L'un de ses principaux rôles consiste à favoriser l'intérêt des populations locales pour les avions britanniques. Il a été prévenu de sa nomination quelques mois auparavant, ce qui lui laisse le temps d'apprendre l'espagnol. Il est accompagné de sa femme, mais leurs deux enfants restent en Angleterre et sont scolarisés dans des pensionnats. Dol, la femme de Park, a des liens de longue date avec l'Argentine, car des membres de sa famille ont occupé des postes diplomatiques dans le pays. Peu après son arrivée, il est promu Group captain. Il voyage à travers le continent, visitant des usines aéronautiques et des bases aériennes, et faisant la promotion des avions britanniques, militaires et civils. Le travail est difficile car les constructeurs aéronautiques américains dominent la scène sud-américaine et il n'est pas aidé par l'engagement du ministère de l'Air à développer la RAF plutôt qu'à vendre des avions à d'autres pays,. Les compétences qu'il acquiert dans ce rôle, qui vont d'échanges avec le personnel militaire de tous grades aux inspections rapides des bases aériennes, se révèlent bénéfiques pour la suite de sa carrière.

#### RAF Fighter Command

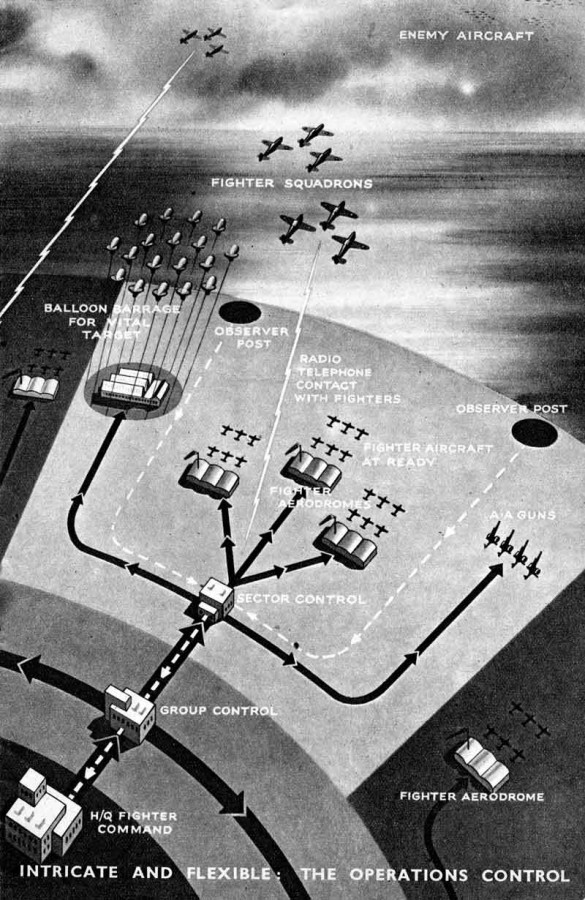
Cette illustration montre la chaîne hiérarchique du « » pour un secteur donné. Les rapports remontent en passant par les contrôles sectoriels. L'illustration ne montre pas les radars, qui sont encore officiellement secrets au moment de la publication de ce document (1941). Les informations remontent ensuite vers les groupes, puis vers les secteurs et enfin vers les défenses.

Park est nommé aide de camp aérien du roi George VI au début de l'année 1937. À cette époque, il rentre au Royaume-Uni et fréquente l'Imperial Defence College (futur Royal College of Defence Studies), situé à proximité du palais de Buckingham. Le cours de l'Imperial Defence College est conçu pour améliorer les connaissances de ses étudiants, pour la plupart des officiers supérieurs des forces armées britanniques, en matière d'état-major, de diplomatie et de politique. Park est connu pour être un étudiant qui pose des questions et qui est exigeant avec les conférenciers invités. À la fin de l'année, il prend le commandement de la station de la RAF à Tangmere, qui abrite deux escadrons de chasse et une unité de bombardement. En avril 1938, il tombe malade, victime d'une pharyngite streptococcique, ce qui l'empêche de prendre sa prochaine affectation en Palestine, qui revient à Arthur Travers Harris, futur chef du RAF Bomber Command. Park, après une période de repos, prend le poste qui était destiné à Harris : Senior Air Staff Officer (SASO) auprès de Hugh Dowding, le commandant du RAF Fighter Command qui avait été créé en juillet 1936, après la scission de l'ADGB,,.
Park prend ses nouvelles fonctions en mai, ce qui coïncide avec une promotion au grade d'Air commodore, et il est désormais basé à Bentley Priory (en), secondant Dowding. Les deux hommes travaillent au développement d'un système de défense opérationnel pour le Royaume-Uni, le « système Dowding (en) », le premier de ce type au monde. Ce système implique l'amélioration de l'efficacité opérationnelle du Fighter Command et l'intégration des techniques de radiogoniométrie dans le traitement tactique des chasseurs pour contrer les bombardiers en approche. L'une des principales améliorations apportées par Park au contrôle des chasseurs de la RAF au-dessus du sud-est de l'Angleterre consiste en un meilleur contrôle des données qui parviennent aux outils sur lesquels sont indiqués les mouvements des avions amis et ennemis. Dowding avait résiste à la suggestion de Park de filtrer certaines données, mais il est convaincu de ses mérites lorsque Park procède à des essais non autorisés et lui montre les résultats. Les outils, des grandes tables où l'on déplace des pions représentant les activités, étant désormais moins encombrées, elles permettent une prise de décision plus efficace,.
Avec la bénédiction de Dowding, Park travaille également sur un manuel de tactique aérienne pour le Fighter Command. Dans ce cadre, il recommande de remplacer les mitrailleuses de calibre proche du fusil sur le Hawker Hurricane et le Supermarine Spitfire par des mitrailleuses lourdes, mais sa recommandation est rejetée,. Il est également opposé à l'utilisation de la formation conventionnelle « Vic (en) » utilisée par la RAF, dans laquelle trois avions de combat volent dans une formation en V, au motif qu'elle n'est pas adaptée aux monoplans, et il souhaite explorer d'autres solutions. Malgré ses efforts, le ministère de l'Air maintient son approche de la tactique de combat.

### Seconde Guerre mondiale
Après le déclenchement de la Seconde Guerre mondiale, Park soutient Dowding dans ses efforts pour conserver le plus grand nombre possible d'avions de chasse pour la défense aérienne du Royaume-Uni, et ce malgré les demandes d'escadrons de chasse pour soutenir le Corps expéditionnaire britannique (CEB) envoyé en France peu après le début des hostilités. Pendant la drôle de guerre, il est très urgent de développer et de mettre en œuvre des tactiques de défense de l'espace aérien britannique, en coordonnant les données collectées par les stations radars, le Royal Observer Corps (en) (ROC) et les chasseurs eux-mêmes.
Le 20 avril 1940, Park succède à l'Air vice-marshal William Welsh (en) au poste de commandant du No. 11 Group RAF, chargé de la défense aérienne de Londres et du sud-est de l'Angleterre,. Promu Air vice-marshal par intérim le mois précédent, il vient à peine de se remettre d'une appendicectomie d'urgence. La nomination de Park heurte l'Air vice-marshal Trafford Leigh-Mallory, commandant du No. 12 Group RAF voisin qui couvre les Midlands. L'explication possible est que Park dispose d'une plus grande expérience des chasseurs, et la majeure partie de la carrière de Leigh-Mallory, hormis les trois années qu'il a passées à la tête du No. 12 Group RAF, était consacrée à l'entraînement. Il y a déjà un précédent de tensions entre Park et Leigh-Mallory et, lors d'exercices effectués au cours de l'été 1939, le No. 12 Group RAF ne s'est pas comporté comme prévu et Park, au nom de Dowding, a fait part de ses inquiétudes à ce sujet.

#### Bataille de Dunkerque

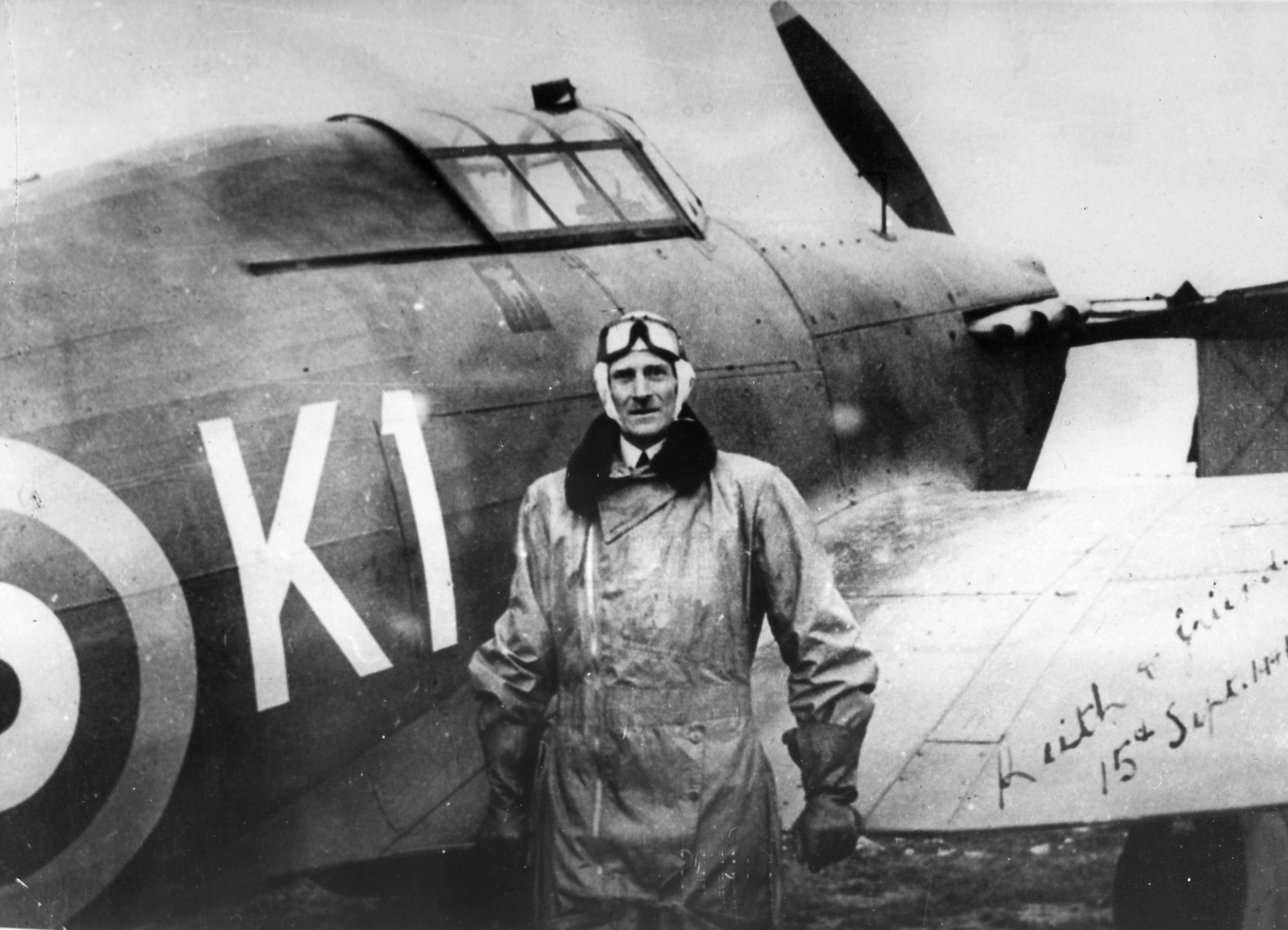
Park et l'Hurricane avec lequel il vole durant la bataille d'Angleterre.

Au moment où Park prend le commandement du No. 11 Group RAF, l'intuition collective est que le No. 12 Group RAF de Leigh-Mallory subira les principales pertes de la campagne de bombardement allemande — le Blitz — puisque cette région des îles britanniques est la plus proche de l'Allemagne. L'invasion ultérieure des Pays-Bas, le 10 mai, modifie le niveau de menace pour le sud-est de l'Angleterre. Le 24 mai, la majorité du Corps expéditionnaire britannique, ainsi que les troupes françaises et belges, sont repoussées et encerclées à Dunkerque. Au cours de l'évacuation de Dunkerque (opération Dynamo) qui s'ensuit, le No. 11 Group RAF assure la couverture aérienne sous la direction de Park. Les chasseurs de la RAF sont désavantagés, car ils doivent opérer à plus de 80 kilomètres de leurs bases dans le sud-est de l'Angleterre et ne bénéficient pas d'une couverture radar. Au mieux, ils disposent d'environ 40 minutes de vol au-dessus de Dunkerque.
Park opère des lignes de patrouille au-dessus de Dunkerque le 27 mai, le premier jour de l'évacuation, mais les chasseurs de la RAF sont largement inférieurs en nombre. Ils ne peuvent empêcher le bombardement de la ville, mais peuvent assurer une protection limitée des môles du port et des navires. Le lendemain, sous les ordres du Chief of the Air Staff, l'Air chief marshal Cyril Newall, les chasseurs tentent d'assurer une couverture continue tout au long de la journée, mais n'y parviennent pas en raison de leur nombre relativement limité. Park préconise l'utilisation d'au moins deux escadrons à la fois dans des patrouilles plus fortes plutôt qu'une couverture continue. Il s'appuie pour cela sur les observations qu'il fait en pilotant son propre Hawker Hurricane au-dessus de Dunkerque. Son approche est mise en œuvre dès le lendemain, utilisant parfois jusqu'à quatre escadrons, avec des intervalles plus longs entre les patrouilles,. Bien que Cyril Newall et le Premier ministre du Royaume-Uni Winston Churchill exercent une certaine pression pour renforcer la présence de la RAF au-dessus de la tête de pont, Dowding met Park à l'abri de cette influence et le laisse agir. Au cours des dernières phases de l'opération Dynamo, qui se termine le 4 juin, les conditions météorologiques et la pression exercée par l'avancée des Allemands obligent à concentrer les efforts d'évacuation sur les heures entourant l'aube et le crépuscule, et les chasseurs de Park peuvent opérer plus efficacement,.
Tout au long de cette période, Park pilote non seulement son Hurricane jusqu'à Dunkerque pour se rendre compte par lui-même de la situation, mais il visite également des aérodromes de la RAF et rencontre le personnel, tant les pilotes que le personnel au sol. Il est très reconnaissable, car il porte une combinaison blanche lorsqu'il pilote. Cela contribue à renforcer sa réputation au sein du No. 11 Group RAF,. Il conserve également le désir de passer à l'offensive et, deux semaines seulement après Dunkerque, il cherche à faire rééquiper quelques escadrons d'Hurricane en chasseurs-bombardiers et à les utiliser, avec des Bristol Blenheim, pour lancer des attaques nocturnes sur les aérodromes allemands en France. Dowding n'est cependant pas favorable à cela.

#### Bataille d'Angleterre

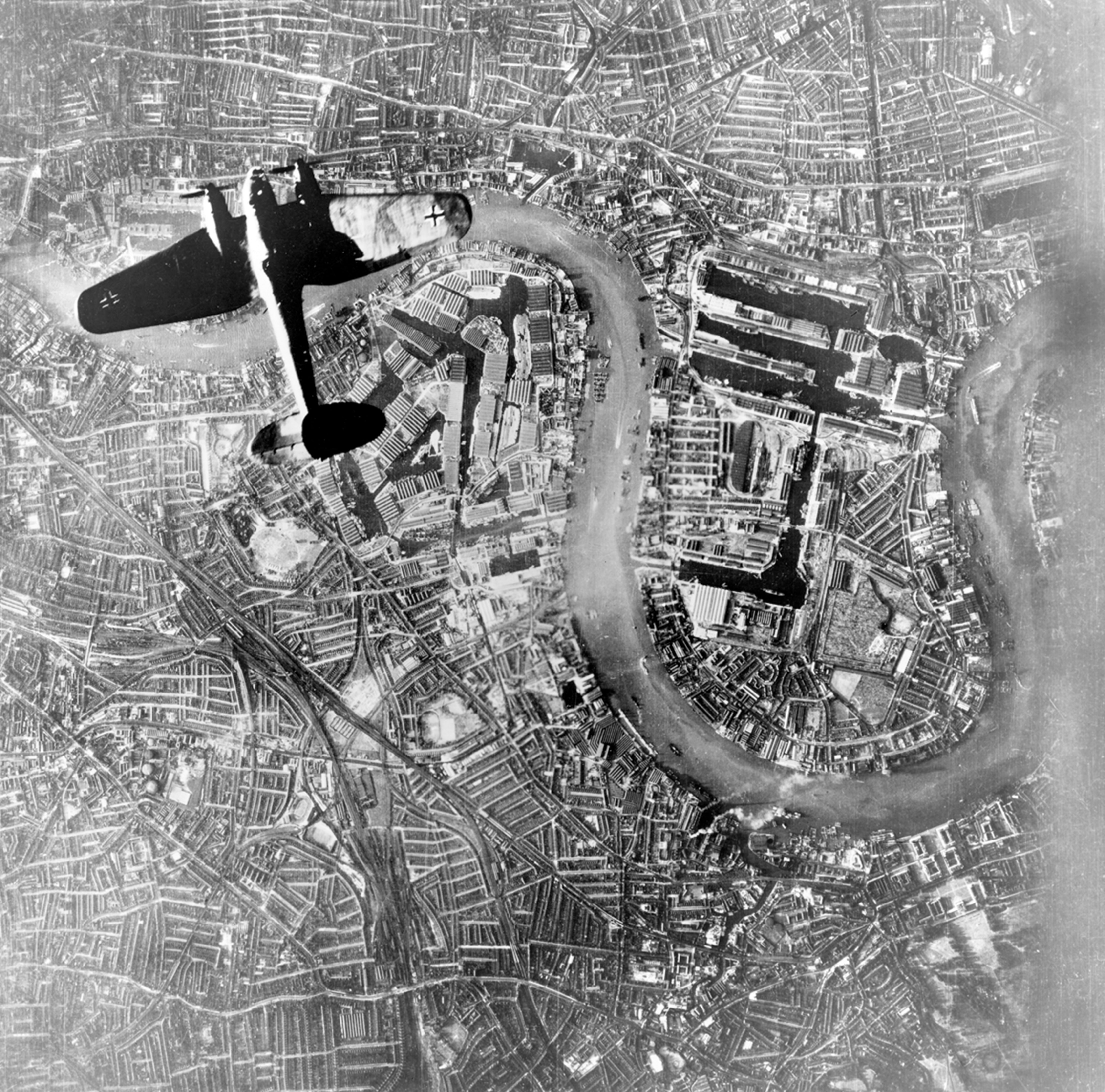
Un bombardier Heinkel He 111 survole les quais commerciaux de Surrey dans le sud de Londres, ainsi que Wapping et l'île aux Chiens dans l'est de Londres le 7 septembre 1940.

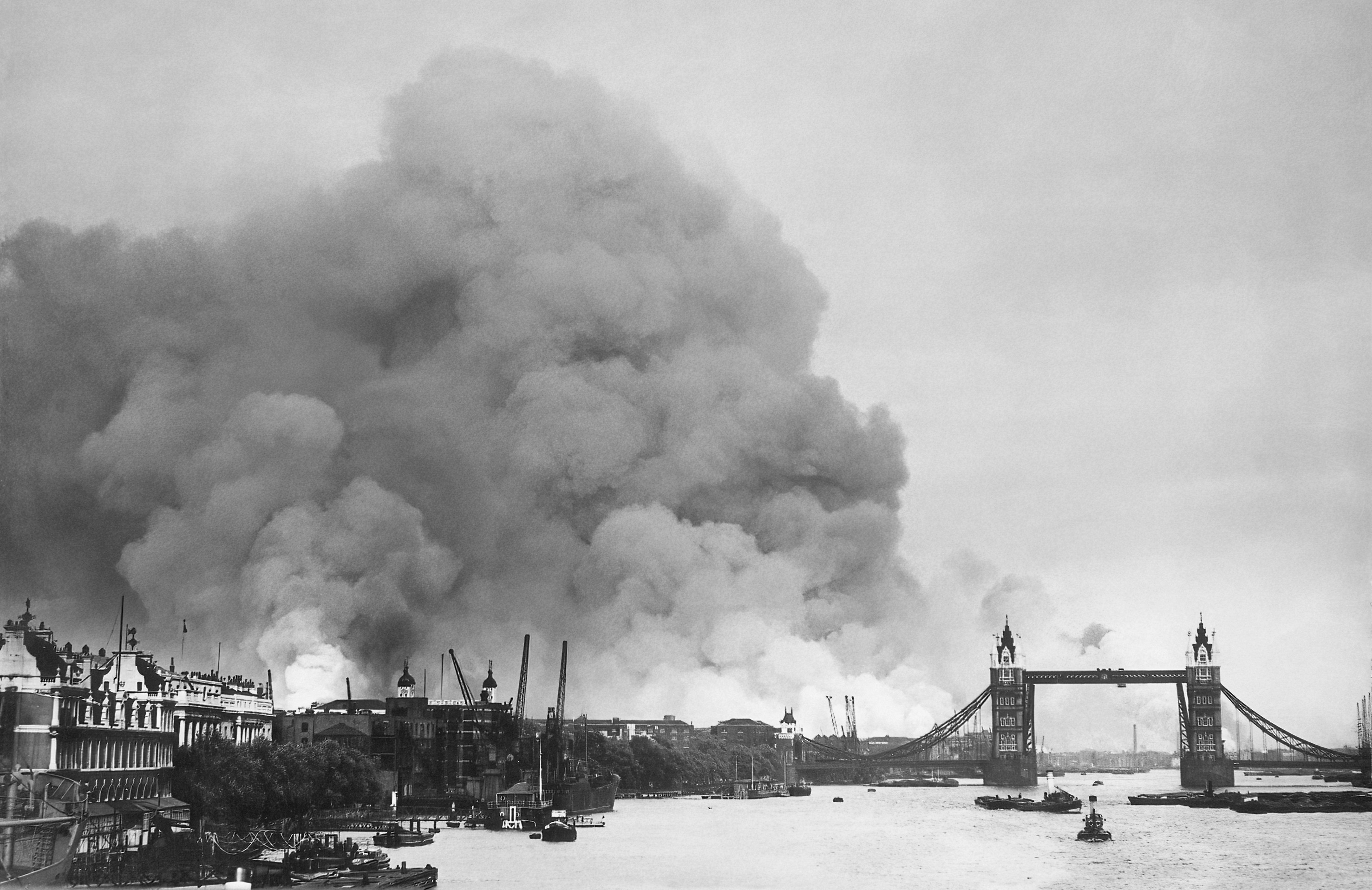
Photographie de la fumée s'élevant des incendies derrière Tower Bridge dans les docks de Londres, à la suite des bombardements du 7 septembre 1940.

Au début de la bataille d'Angleterre, le Fighter Command compte 58 escadrons répartis dans quatre groupes de chasseurs. Outre le No. 11 Group RAF de Park et le No. 12 Group RAF de Leigh-Mallory, ceux-ci comprennent le No. 10 Group RAF (en) qui couvre le sud-ouest de l'Angleterre, et le No. 13 Group RAF qui couvre le nord de l'Angleterre et l'Écosse. Responsable de la zone sud-est de l'Angleterre, y compris de Londres, le No. 11 Group RAF doit faire face au gros des forces aériennes de la Luftwaffe, soit au moins 1 000 bombardiers et 400 chasseurs. Pour y faire face, Park dispose de 350 chasseurs répartis dans 22 escadrons de chasse et d'un peu plus de 550 pilotes. Il peut également faire appel aux groupes voisins pour obtenir des renforts si nécessaire,. Park ordonne que les escadrons de chasse sous son contrôle soient lancés contre les bombardiers allemands en approche dans le but de les attaquer avant qu'ils n'atteignent leurs cibles, et qu'il faut éviter d'engager des escortes de chasseurs,.
À l'aide des tables de suivi de son quartier général d'Uxbridge, Park doit évaluer les raids qui représentent une menace réelle et ceux qui sont destinés à attirer les chasseurs de la RAF. Le timing est important : les raids entrants doivent être interceptés avant d'atteindre leurs cibles. Il est également essentiel de connaître les avions disponibles. Il doit s'assurer qu'il y en a le plus possible dans les airs pour contrer les bombardiers allemands et éviter d'en avoir trop au sol pour le ravitaillement et le réarmement. Même avec l'avantage du radar, Park est toujours désavantagé. Il ne dispose généralement que d'une vingtaine de minutes, à partir du moment où le radar détecte un groupe des bombardiers en approche au-dessus du Pas-de-Calais ou du Cotentin, pour faire décoller ses escadrons et les placer à une hauteur adéquate pour l'interception. Pour remédier à ce désavantage, il ordonne souvent à ses escadrons de décoller dans une direction opposée aux bombardiers en approche afin de maximiser le temps dont ils disposaient pour gagner l'altitude nécessaire à l'attaque.

##### Vers l'invasion de la Grande-Bretagne
Au début de la bataille d'Angleterre, que les historiens britanniques situent généralement au 10 juillet — les sources allemandes citent généralement une date en août —, la Luftwaffe cherche d'abord à obtenir la supériorité aérienne au-dessus de la Manche, avant de frapper des cibles à l'intérieur du pays. Ses cibles sont les convois maritimes traversant la Manche ainsi que les ports du sud de l'Angleterre. Ce n'est que le 1er août, lorsque le Führer Adolf Hitler ordonne l'invasion de la Grande-Bretagne (l'opération Seelöwe), la Luftwaffe intensifie ses opérations aériennes en vue de l'invasion qui doit débuter fin septembre,. À cette époque, les stations radar côtières sont prises pour cibles, ainsi que les aérodromes et les installations de fabrication d'avions. La pression sur Park et la répartition de ses escadrons de chasse s'en trouvent renforcées, tout comme l'épuisement des pilotes en raison des pertes au combat et de l'entraînement insuffisant de leurs remplaçants. Cette situation est quelque peu compensée par le transfert de personnel navigant des escadrons des autres groupes et de volontaires de la Fleet Air Arm. Il maintient un contact régulier avec ses escadrons, se rendant souvent en Hurricane sur les terrains d'aviation et s'adressant ouvertement à ceux qui sont sous son commandement. Ces visites sont importantes pour le moral, en particulier pour les aérodromes qui sont bombardés par la Luftwaffe,. D'après son carnet de vol, il effectue au moins une sortie opérationnelle, le 10 juillet, pour voir un convoi maritime lors d'une visite à l'aérodrome de Lympne (en).
Le 16 août, à la suite d'une visite au quartier général de Park à Uxbridge, Winston Churchill prononce un discours dans lequel il récite l'une de ses phrases les plus célèbres, faisant référence aux pilotes de chasse de la RAF : « Jamais tant de gens n'ont dû autant à si peu », créant le surnom des The Few. Churchill, qui a une bonne opinion de Park, se rend à nouveau à Uxbridge le mois suivant, le 15 septembre. Sa visite coïncide avec le plus grand raid diurne de la Luftwaffe sur l'Angleterre. Churchill remarque les nombreux avions allemands qui arrivent, mais il est rassuré par la réponse calme de Park, qui lui dit que les forces de la RAF les intercepteront. Il met en place tous ses avions, sans aucune réserve, et soixante chasseurs du No. 12 Group RAF les rejoignent. C'est la première fois que la RAF et la Luftwaffe se rencontrent en nombre presque égal. L'attaque allemande est un échec cuisant et un raid encore plus important, organisé plus tard dans l'après-midi, n'aboutit pas non plus. La date du 15 septembre devient par la suite le Battle of Britain Day (« Jour de la bataille d'Angleterre »),. Au motif que la Luftwaffe n'a pas encore réussi à dominer les airs, Hitler reporte l'invasion prévue de l'Angleterre, mais les Britanniques ne s'en aperçoivent que plusieurs semaines plus tard.
Au début du mois de septembre, la Luftwaffe cesse d'attaquer les aérodromes de la RAF pour s'en prendre à l'agglomération de Londres même. Les Allemands pensent que le Fighter Command est épuisé, mais le changement de tactique est bien accueilli, Park et Dowding reconnaissant que cela soulage dans les faits leurs pilotes. À un moment donné, le mois précédent, les pilotes et les chasseurs sont « perdus » à un rythme plus élevé qu'ils ne peuvent être remplacés et Park doit fermer l'aérodrome de Biggin Hill, qui avait été rendu non opérationnel en raison des dommages causés par les bombardements ennemis. Le fait que la Luftwaffe décide de cibler Londres en particulier donne à Park une précieuse marge de manœuvre pour reconstruire ses aérodromes endommagés. Il modifie également sa propre tactique, utilisant ses escadrons pour intercepter les bombardiers et les chasseurs allemands qui retournent en France après avoir bombardé Londres. Park fera plus tard remarquer à Alan Mitchell, un journaliste néo-zélandais : « Les Boches ont perdu la bataille d'Angleterre lorsqu'ils sont passés du bombardement de mes [aérodromes] de chasse au bombardement de Londres ». Malgré le changement de tactique, le No. 11 Group RAF est toujours sous pression. Il effectue des patrouilles permanentes afin d'être prêt à intercepter les raids entrants, qui arrivent désormais à des altitudes plus élevées. Il est donc plus difficile de déterminer si ces raids sont des bombardiers ou un simple vol de chasseurs ; Park cherchant à éviter tout engagement avec ces derniers. Il s'efforce de maintenir ses pilotes frais et reposés, en améliorant les installations et les cantonnements à l'écart des zones bombardées.

##### Polémique sur lesBig Wings

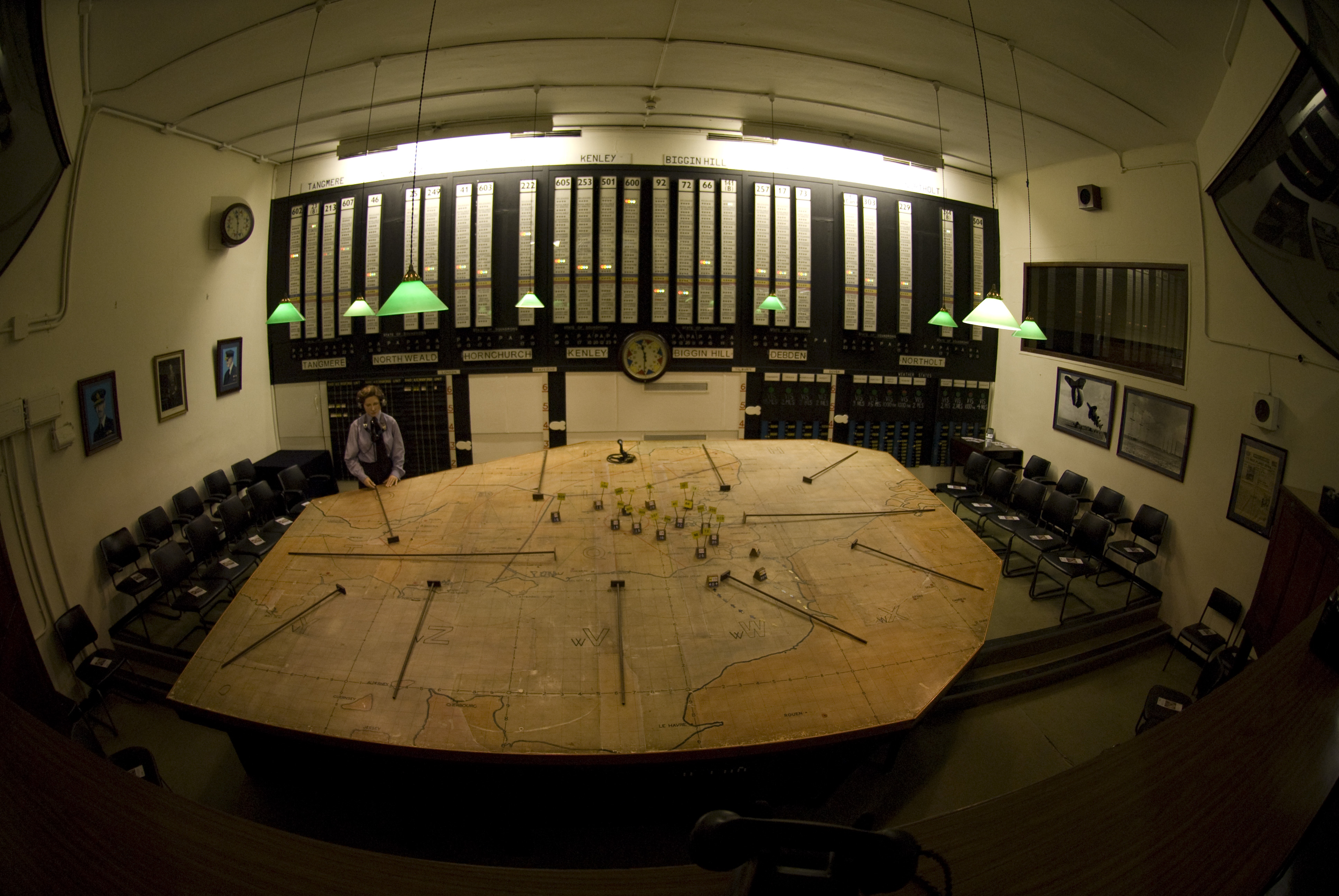
Salle des opérations au « bunker de la bataille d'Angleterre », le nom donné a posteriori au quartier général du No. 11 Group RAF à Uxbridge. Au centre, la principale table permettant de suivre les mouvements grâce à des pions.

Au fur et à mesure que la bataille d'Angleterre progresse, Park est de plus en plus préoccupé par la façon dont Leigh-Mallory gère le No. 12 Group RAF. Souvent, les aérodromes de Park sont exposés aux attaques alors que ses escadrons sont en vol. Lui et ses contrôleurs demandent donc au No. 12 Group RAF de les couvrir. Au sein de ce groupe, Leigh-Mallory encourage l'utilisation des Big Wings (en) (« grandes ailes » / « grandes escadres ») qui consistent à rassembler trois escadrons ou plus en formation avant de les diriger vers les bombardiers allemands en approche. Cela prend du temps à être constitué et souvent, lorsque la grande escadre est rassemblée, les bombardiers ont déjà attaqué leurs cibles et sont déjà en route vers leurs bases en France. Leigh-Mallory estime que cela se justifie car la grande escadre assemblée peut théoriquement infliger des pertes importantes aux bombardiers en partance.
À plusieurs reprises en août, Park demande la protection des aérodromes au No. 12 Group RAF à North Weald, Manston et Hornchurch, mais ils sont tout de même bombardés en raison du temps nécessaire à l'assemblage de la grande escadre. Cela amène Park à affirmer à ses contrôleurs de secteur que Leigh-Mallory est négligent dans ses responsabilités. Park finit par adresser ses demandes de couverture au No. 12 Group RAF directement via le quartier général du Fighter Command pour une plus grande réactivité.
Park n'est pas opposé à l'utilisation d'escadrons en masse et avait lui-même utilisé des tactiques comparables lors de la défense de l'évacuation des plages de Dunkerque quelques mois auparavant. Il reconnaît toutefois que le court laps de temps entre la détection des bombardiers allemands en approche et l'atteinte de leurs cibles dans le sud-est de l'Angleterre ne permet pas d'utiliser les Big Wings. Park préfère contrôler davantage les escadrons individuels. Cela lui permet d'être plus réactif aux changements de tactique de la Luftwaffe qui peuvent, par exemple, envoyer un groupe de bombardiers sur une certaine cible pour faire diversion et attirer les chasseurs de la RAF, tandis qu'un autre groupe de bombardiers attaquent la cible réelle,.
Un rapport que Leigh-Mallory est envoyé au ministère de l'Air en gonflant les affirmations du No. 12 Group RAF lors de l'utilisation de la Big Wing, et ce rapport trouve un public réceptif dans les échelons supérieurs de la RAF. Park envoie son propre rapport sur les opérations récentes de la période de août à septembre, qui comprennent des commentaires critiques sur les efforts du ministère de l'Air pour réparer les aérodromes endommagés. Ces plaintes sont mal reçues. Les tensions croissantes entre Dowding et le ministère de l'Air au sujet de la capacité du Fighter Command à faire face à la campagne de bombardements nocturnes de la Luftwaffe sont à l'origine de cette situation. Sholto Douglas, le Chief of the Air Staff adjoint, estime que Dowding ne gère pas la situation de manière adéquate.
Le 17 octobre, Dowding et Park assistent à une réunion, présidée par Douglas, pour discuter des tactiques de combat au ministère de l'Air à Londres. Les hauts responsables de la RAF sont présents (sauf Newall, malade et en fin de mandat), y compris Leigh-Mallory, mais aussi un officier relativement junior, le Squadron leader Douglas Bader, un fervent défenseur des Big Wings. Ni Park ni Dowding ne s'y attendaient et n'avaient pensé à inviter un officier ayant une expérience contraire de la ligne de front. Park, qui semble fatigué aux yeux de certains participants, se retrouve à devoir justifier ses méthodes d'interception et expliquer pourquoi la stratégie de la Big Wing n'est pas une tactique appropriée pour sa zone d'opérations. Leigh-Mallory réplique en affirmant son désir d'aider le No. 11 Group RAF et en promettant de bons délais de réponse pour l'assemblage des Big Wings. En l'absence de protestation de la part de Dowding, Douglas approuve l'utilisation de ces grandes escadres dans la zone d'opérations du No. 11 Group RAF,,. Le No. 12 Group RAF utilise donc cette tactique pendant le reste du mois d'octobre, mais elle demeure relativement inefficace, étant trop lente à se rendre là où le besoin s'en ressent. Park continue à se plaindre de l'utilisation des Big Wings, mais Douglas considère qu'il s'agit d'une objection personnelle au fait que le No. 12 Group RAF opère dans son secteur.

#### Retour à l'offensive et relève

Limites schématiques de la bataille d'Angleterre, avec les bases, les rayons d'action, et la couverture radar.

Fin octobre, il est clair que les opérations de la Luftwaffe n'ont pas l'intensité des mois précédents et, à la fin du mois, la bataille d'Angleterre est considérée comme finie. Park se tourne vers le début des opérations offensives et propose d'attaquer les aérodromes allemands en France, estimant qu'ils sont vulnérables aux attaques surprises avant le coucher du soleil. Hugh Dowding passe outre la proposition, bien que Sholto Douglas soit y soit réceptif. Le 7 décembre, Park est remplacé en tant que commandant du No. 11 Group RAF, son successeur étant Trafford Leigh-Mallory. La décision avait été prise à la fin du mois précédent, officiellement parce que Park a besoin de se reposer du stress des derniers mois. Park pense cependant que son remplacement est dû au conflit avec Leigh-Mallory.
L'historien John Ray, dans son récit de la gestion de la bataille d'Angleterre par Dowding, affirme que Park est considéré au ministère de l'Air comme étroitement aligné sur Dowding, mettant en œuvre le plan défensif de ce dernier. Dowding, qui a déjà pris sa retraite depuis longtemps, avait été libéré de son poste le 17 novembre et, une fois parti, Park devait suivre pour permettre un nouveau départ au Fighter Command,. Douglas prend en charge le Fighter Command et Leigh-Mallory le No. 11 Group RAF. Selon Park, lors de son dernier jour au No. 11 Group, il doit officiellement informer le second de Leigh-Mallory plutôt que Leigh-Mallory lui-même et, contrairement à la coutume, ce dernier n'est pas présent lors de la passation de commandement.
Lorsqu'il apprend le départ imminent de Park, l'Air vice-marshal Richard Saul (en), qui dirige le No. 13 Group RAF, écrit à Park et souligne « les magnifiques réalisations de votre groupe au cours des six derniers mois ; ils ont supporté le poids de la guerre et ont sans aucun doute sauvé l'Angleterre ». Arthur Tedder, un futur Chief of the Air Staff (CAS), dira plus tard du commandement de Park au sein du No. 11 Group RAF : « Si un homme a jamais gagné la bataille d'Angleterre, c'est bien lui. Je ne crois pas que l'on se rende compte de tout ce que cet homme, grâce à son leadership, à son jugement calme et à ses compétences, a fait pour sauver non seulement ce pays, mais aussi le monde »,. Park lui-même estime que Saul aurait dû prendre le commandement du No. 11 Group RAF à la place de Leigh-Mallory, car ce dernier connaît beaucoup mieux les aérodromes de la Royal Air Force dans la région. La nouvelle du départ de Park est accueillie avec consternation par son commandement. Le Wing commander Victor Beamish, responsable de l'aérodrome de North Weald, écrit à Park pour l'informer que son départ suscite des regrets dans tous les rangs. Le capitaine de groupe Cecil Bouchier (en), un autre officier supérieur du No. 11 Group RAF, estime que le leadership de Park « […] par ses efforts infinis […] ne garantirait pas seulement la victoire finale, mais l'inspirerait ». Les évaluations ultérieures de Park par les services de renseignements militaires allemands indiquent qu'il était un homme d'action et qu'il était connu comme le « défenseur de Londres » (Defender of London), ; un avis qui contraste notamment avec celui sur Leigh-Mallory.
Peu après sa relève, le 17 décembre, il est annoncé publiquement que Park a été nommé Compagnon de l'Ordre du Bain. Selon la citation parue dans The London Gazette, cet honneur est « en reconnaissance des services distingués rendus lors des récentes opérations ». Malgré cela, Park est en colère contre le traitement que lui avait réservé le ministère de l'Air et son opinion sur la raison de sa relève est renforcée par les commentaires de ses collègues selon lesquels des rapports officieux avaient été faits sur les mauvaises relations de Park avec Leigh-Mallory. À la fin de l'année suivante, il écrit au nouveau CAS, l'Air chief marshal Charles Portal, qui avait pris la décision de remplacer Park par Leigh-Mallory, pour défendre son point de vue. Portal lui répond rapidement en lui assurant que sa décision n'a rien à voir avec Leigh-Mallory et qu'il s'agit simplement d'une question de santé pour Park. Churchill est irrité par le traitement réservé à Park et à Dowding par la publication par le ministère de l'Air, en mars 1941, d'une brochure sur la bataille d'Angleterre, dans laquelle aucun des deux officiers n'est mentionné. Une réédition ultérieure de la brochure, sous une forme illustrée, a remédié à cette omission..

#### Commandement de l'entraînement et de la formation

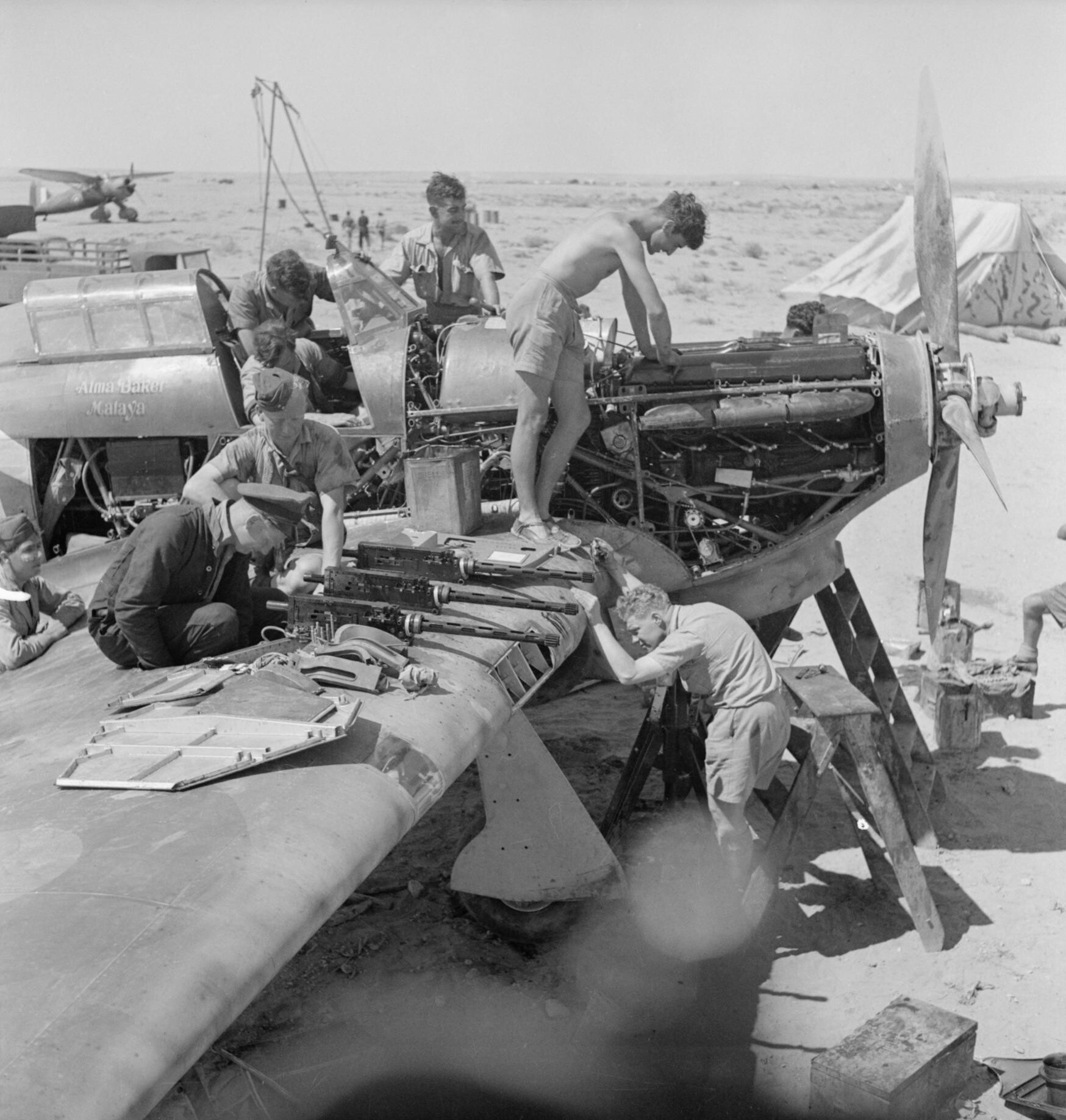
Une opération de maintenance sur un Hurricane basé en Afrique du Nord (1941).

Refusant une affectation au ministère de l'Air, Park est affecté au commandement de l'entraînement (RAF Training Command (en)), prenant en charge le No. 23 Group RAF (en). Son commandement, centré sur l'base aérienne South Cerney (en), englobe sept écoles d'entraînement au pilotage, l'école centrale de pilotage d'Upavon et l'école de navigation aérienne de St Athan (en). Plus tard, il s'agrandit avec l'ajout de l'Aeroplane and Armament Experimental Establishment et de la Blind Approach Development Unit, tous deux situés à la base aérienne Boscombe Down. Lorsqu'il arrive à son poste de commandement le 27 décembre, il constate immédiatement des lacunes dans ses procédures, car l'entité n'est pas encore passée à une « situation de guerre ». Certains membres du No. 23 Group RAF semblent ne pas être conscients du besoin urgent de pilotes entraînés pendant la bataille d'Angleterre.
Park prend immédiatement des mesures pour remédier à la situation. Comme il l'a fait au sein du No. 11 Group RAF, Park se rend régulièrement en avion dans les aérodromes placés sous son commandement. Un mois après son arrivée, il a visité chaque unité au moins une fois, constatant par lui-même leur état de préparation. Il améliore l'efficacité opérationnelle, introduit de nouveaux équipements et modernise les aérodromes. Il constate parfois au sein du commandement de l'entraînement une résistance culturelle au changement qu'il doit surmonter.
À la fin de l'année 1941, les établissements d'entraînement à l'étranger entrent en service et Park envisage un retour potentiel sur le front. En décembre, il est affecté à l'Irak en tant qu'Air officer commanding (AOC). Cela change quelques jours plus tard et il est finalement affecté en Égypte comme AOC. Dans ses nouvelles fonctions, il est responsable de la défense aérienne de la région du delta du Nil, des tâches similaires à celles qu'il accomplit en tant que commandant du No. 11 Group RAF, bien qu'il ait désormais des chasseurs nocturnes sous son contrôle. La Luftwaffe, qui vole à partir de bases situées dans les îles grecques, devient plus agressive dans ses opérations contre des cibles en Égypte, menaçant la montée en puissance des forces alliées dans la région. Park parvient à améliorer l'efficacité et la coordination des défenses égyptiennes et à mieux faire face aux raids de bombardement.

#### À Malte

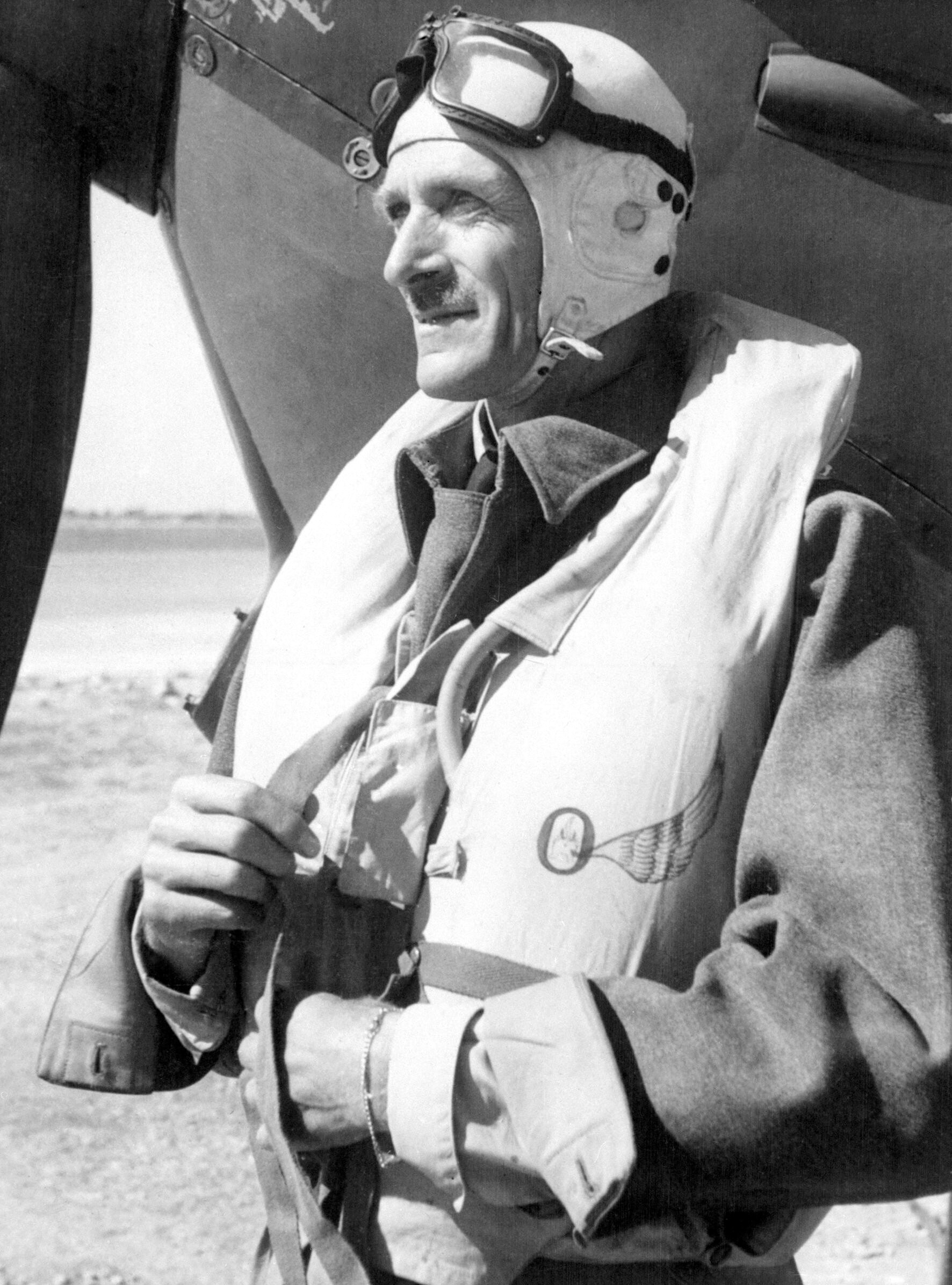
Park devant son Hurricane à Malte en septembre 1942.

Le 8 juillet 1942, Park abandonne le commandement en Égypte et, six jours plus tard, se rend à Malte pour remplacer Hugh Pughe Lloyd (en), le commandant de la RAF sur l'île, assiégée par les puissances de l'Axe. L'expérience de Park en matière d'opérations de défense par la chasse est nécessaire dans ce contexte tendu. Arrivé en hydravion, il atterrit au milieu d'un raid ennemi, bien que Lloyd lui ait expressément demandé de temporiser son arrivée en l'attente de la fin des opérations. Lloyd rencontre Park et le réprimande pour avoir pris des risques inutiles lors de l'atterrissage.
Park abandonne l'approche défensive adoptée par Lloyd, selon laquelle les chasseurs de l'île décollent, tournent autour des bombardiers des forces de l'Axe en approche et les engagent au-dessus de Malte. Park, qui dispose de nombreux Supermarine Spitfire, cherche à intercepter et à disperser les formations de bombardiers allemands et italiens avant qu'ils n'atteignent Malte. Une escadrille s'efforce d'engager les chasseurs qui fournissent une couverture large aux bombardiers, une autre s'occupe des chasseurs qui les escortent de plus près et la troisième cherche à atteindre directement les bombardiers.
En utilisant ces tactiques, semblables à celles employées par son No. 11 Group RAF pendant la bataille d'Angleterre, Park pense qu'il y a plus de chances que l'ennemi soit abattu ou qu'il renonce à ses objectifs. Le 25 juillet, ses forces commencent à mettre en œuvre ce que Park appelle son Forward Interception Plan(« plan d'interception avancée »). Le succès est immédiat et, en l'espace d'une semaine, les raids diurnes cessent. L'Axe réagit en envoyant des chasseurs balayer le ciel à des altitudes encore plus élevées afin de prendre l'avantage tactique. Park riposte en ordonnant à ses chasseurs de ne pas monter plus haut que 6 100 pieds (1 900 mètres). Cette mesure confère un avantage considérable aux chasseurs adverses en termes de hauteur, mais les oblige à engager les Spitfire à des altitudes plus adaptées à ces derniers,.
En septembre, les opérations aériennes de l'Axe contre Malte sont en déclin et les Britanniques retrouvent la supériorité aérienne sur l'île. Les escadrons de bombardiers et de bombardiers torpilleurs de la RAF retournent bientôt à Malte en prévision d'opérations offensives contre les forces allemandes en Afrique du Nord. Park envoie des chasseurs bombardiers Hurricane, équipés de réservoirs supplémentaires, pour attaquer les lignes de ravitaillement de l'Axe jusqu'en Égypte. Les bombardiers moyens Vickers Wellington et les bombardiers torpilleurs Bristol Beaufort attaquent les ports, les navires et les aérodromes, perturbant les voies d'approvisionnement de l'Axe,. En octobre, l'Axe reprend son offensive de bombardement contre l'île et la résistance est plus efficace avec les tactiques de Park, bien que certains bombardiers parviennent encore à attaquer des cibles à Malte.
Le ravitaillement de Malte étant plus régulier, les opérations offensives de soutien à la campagne alliée en Afrique du Nord s'intensifient sous la direction de Park. Davantage de bombardiers arrivent et attaquent des cibles en Algérie avant l'opération Torch et, plus tard, en Tunisie. Des sorties ont également été effectuées contre des cibles en Sicile et en Sardaigne. Le 27 novembre, la nomination de Park en tant que Chevalier commandeur de l'Ordre de l'Empire britannique est annoncée « en reconnaissance des services distingués rendus lors de la campagne au Moyen-Orient ». À l'époque, ses relations avec les hauts fonctionnaires de Malte sont parfois tendues et le vice-amiral Arthur Power décrit Park comme un « interlocuteur insatisfaisant ». Le travail de Park est salué par le lieutenant général américain Dwight D. Eisenhower et le lieutenant général britannique Bernard Montgomery qui apprécient les opérations menées par la RAF depuis Malte pour soutenir leurs forces terrestres en Afrique du Nord.

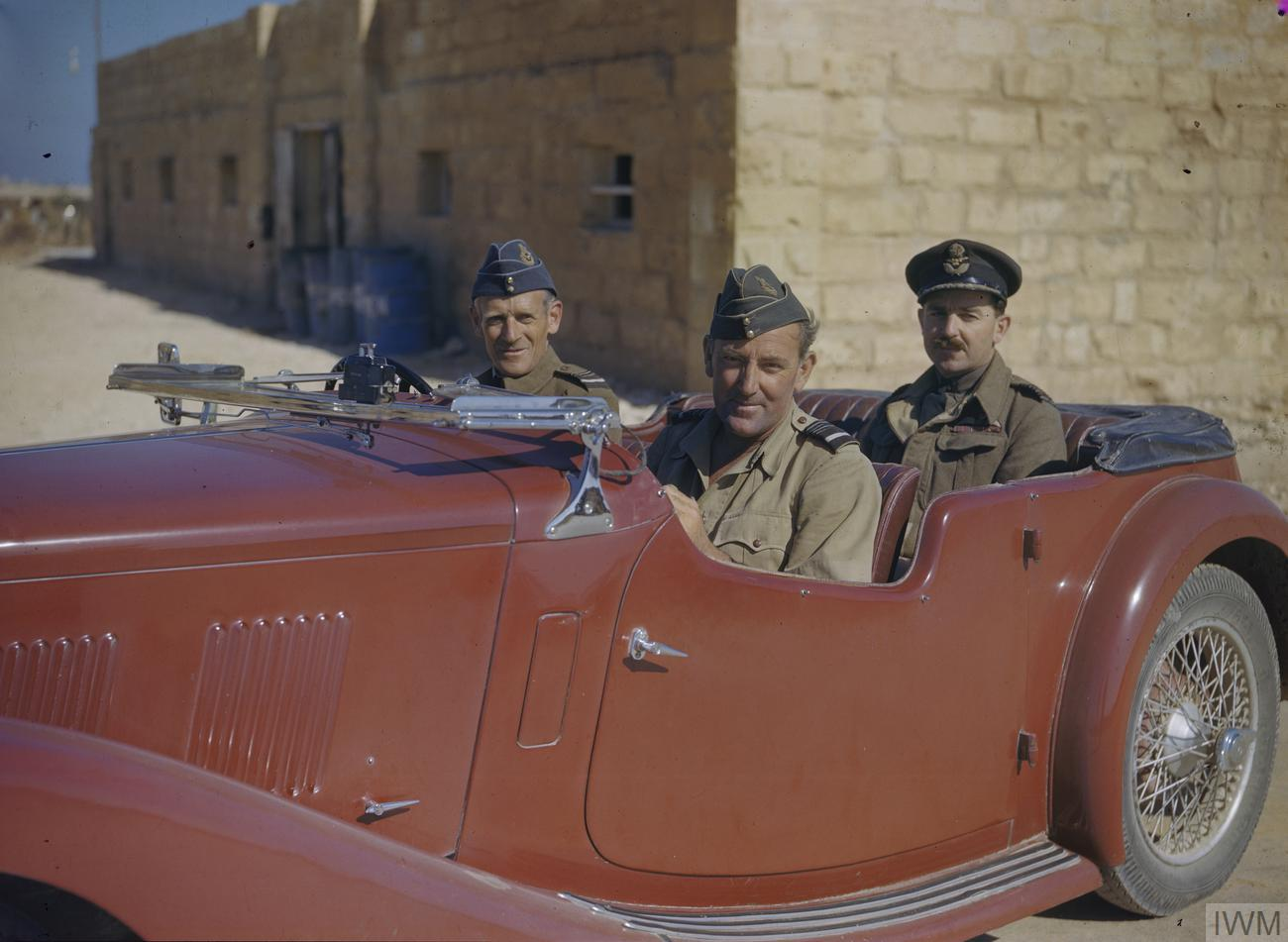
Keith Park (au volant) avec Arthur Coningham (à côté de lui) dans une voiture de sport lors de la visite de ce dernier à Malte (juin 1943).

Les opérations de la RAF à Malte contre la Sicile deviennent de plus en plus importantes en 1943 car l'île italienne est un point de départ majeur pour le transport maritime de fournitures aux forces de l'Axe en Tunisie. À la fin du mois de mai, Park a sous son contrôle 600 avions modernes, soit trois fois plus qu'au début de l'année. Les installations de la RAF à Malte ont également fait l'objet d'une expansion significative en prévision de l'utilisation de l'île comme base aérienne majeure à l'appui d'une offensive alliée contre l'Italie. Cela débute par l'invasion de la Sicile (opération Husky) le 10 juillet, une campagne qui dura moins de six semaines. Avant le début de la campagne, Park organise la construction d'une salle de contrôle à Malte. De là, il dirige les opérations des avions sous son commandement, soit quarante escadrons basés sur Malte, Gozo et Pantelleria,.
En septembre, Park se rend à Londres pour un congé et, pendant son séjour, fait pression pour obtenir une nouvelle affectation. Charles Portal pense que Park peut devenir chef de la Northwest African Tactical Air Force (en), en remplacement d'un autre Néo-Zélandais, Arthur Coningham. Arthur Tedder, commandant du Mediterranean Air Command (en), préfère un autre candidat. Il est alors prévu que Park se rende en Inde en tant qu'officier de l'air chargé de l'administration, mais lorsque la nomination proposée est soumise à l'approbation de Churchill, celui-ci préfère que Park reste là où il se trouve pour le moment.

#### Au Moyen-Orient
En janvier 1944, Park est promu Air marshal et nommé officier de l'air commandant en chef du RAF Middle East Command (en), succédant ainsi à Sholto Douglas sur la recommandation de Tedder. Park arrive au Caire le 6 janvier. Son nouveau poste est subordonné à la structure de commandement de la RAF pour la Méditerranée et le Moyen-Orient (en), dirigée par l'Air marshal John Slessor. Bien que la nomination de Park ait été rapidement critiquée par Slessor, au motif notamment que la RAF perdrait de l'influence dans la région au profit de l'armée britannique, on accorde peu d'importance à ses opinions, car il est connu pour avoir des avis très tranchés sur des sujets qu'il connaît souvent mal. Portal et Tedder maintiennent leur confiance en Park, de même que Churchill. Les fonctions de Park au Caire s'étendent à la supervision des opérations aériennes dans la partie orientale de la Méditerranée, ainsi que dans l'océan Indien. Il est également responsable de la formation du personnel de la RAF en Égypte, à Chypre, en Palestine et en Afrique du Sud.
Au milieu de l'année, Park est pressenti par le gouvernement australien pour prendre le commandement de la Royal Australian Air Force (RAAF), en raison de la rivalité entre son chef de jure, le Chief of the Air Staff, l'Air vice-marshal George Jones, et le subordonné de Jones, l'Air vice-marshal William Bostock, chargé des opérations de la RAAF dans le Pacifique. Le Premier ministre d'Australie, John Curtin, discute de la question avec Churchill et Portal en août, mais en vain. En tout état de cause, le général Douglas MacArthur, commandant américain de la South West Pacific Area, déclare qu'il est trop tard dans la guerre pour procéder à de tels changements.

#### En Extrême-Orient
Dans les Honneurs du Nouvel An (en), annoncés le 1er janvier 1945, Park est nommé Chevalier commandeur de l'Ordre du Bain (KCB). Peu après, il est nommé Air Commander, South-East Asia Command (ACSEAC) ; l'Air vice-marshal Charles Medhurst (en) reprenant le rôle de Park au Middle East Command. L'ACSEAC est un poste recherché, et Slessor faisait pression pour cette nomination. Portal estima cependant que Park était plus apte à remplir ce rôle, compte tenu de son expérience opérationnelle. Après avoir été décoré de son KCB au palais de Buckingham par le roi George VI le 14 février, il quitte le Royaume-Uni avec son épouse pour Calcutta afin de prendre son poste, en remplacement de l'Air marshal Guy Garrod (en), lequel faisait l'intérim après la mort du titulaire, Trafford Leigh-Mallory, dans le vol pour prendre ce poste.

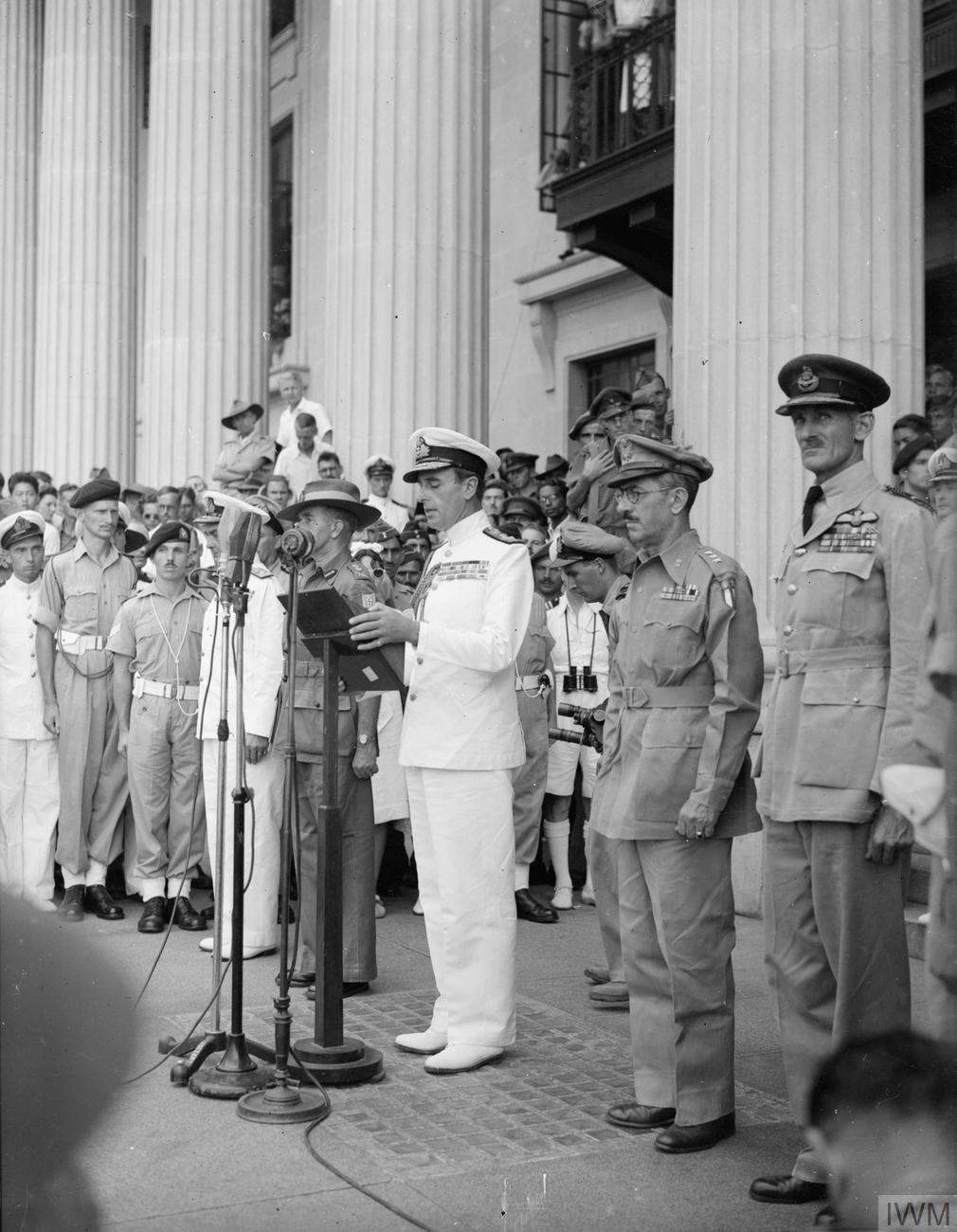
Park (tout à droite) avec Louis Mountbatten (au centre, en blanc) à la suite de la reddition formelle des Japonais en Birmanie.

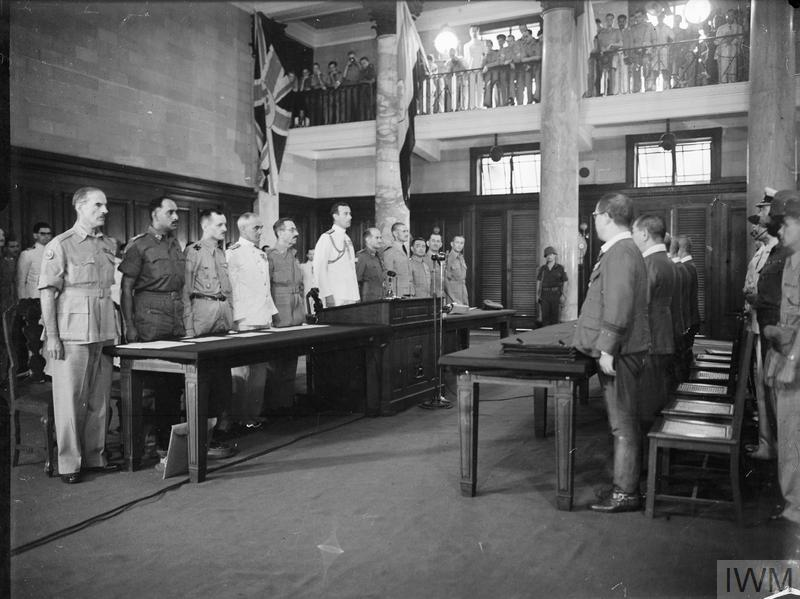
La délégation alliée conduite par l'amiral Louis Mountbatten faisant face à la délégation japonaise conduite par le général Seishirō Itagaki pour la signature de la Capitulation du Japon à Singapour. Park est sur la gauche de l'image.

Une fois en poste, l'une des tâches de Park est d'assurer le ravitaillement aérien de la 14e armée du général William Slim, qui avance en Birmanie vers Rangoun. Un grand nombre de ses appareils sont engagés pendant plusieurs semaines, larguant quotidiennement plus de 1 900 tonnes de ravitaillement aux troupes britanniques qui avancent. L'une des préoccupations de Park est le manque d'empressement de l'armée britannique à réparer les aérodromes capturés par la 14e armée alors qu'elle avance vers Rangoun. La mise en service de ces aérodromes lui aurait permis de réduire les temps de vol des avions de ravitaillement au départ de leurs bases en Inde. Il faut souvent attendre plusieurs semaines après leur capture pour que les aérodromes soient opérationnels, un délai qui, selon Park, aurait été bien plus long sans son insistance. Il maintient également sa pratique de longue date consistant à visiter les aérodromes de la RAF de son commandement, malgré leur vaste étendue, qui s'étendent de Kandy, où il est initialement basé jusqu'à son transfert à Singapour, au nord-ouest jusqu'à Quetta, au sud jusqu'aux îles Cocos et à Hong Kong au nord-est.
Nouvellement promu Air chief marshal, Park assiste le 12 septembre, en sa qualité d'ACSEAC, à la reddition officielle des forces japonaises dans la région, la cérémonie se déroulant à Singapour. Au lendemain de la capitulation japonaise, les tâches de Park se tournent vers le rapatriement d'environ 125 000 internés alliés, militaires et civils, des prisons de la région de l'Asie du Sud-Est. Pour compléter ses ressources, il fait entrer en service des avions et du personnel japonais. Il y a aussi la question du retour des soldats et des aviateurs britanniques au Royaume-Uni, qui nécessite une coordination avec le Transport Command ainsi qu'avec son propre ACSEAC. Le taux de retour du personnel de la RAF est particulièrement préoccupant, car une partie d'entre eux doit piloter et entretenir les transports, ce qui signifie que davantage d'emplois dans le secteur civil reviennent à d'anciens soldats et marins. Park cherche à raccourcir la durée du service à trois ans pour les hommes célibataires, ce qui entre en vigueur en avril 1946.

### Service d'après-guerre
Fin novembre 1945, le quartier général de Park est transféré à Singapour, qui doit devenir une base aérienne dans la période d'après-guerre. Le moral, en raison du taux de rapatriement du personnel de la RAF, continue à poser problème au début de l'année suivante, et Park doit gérer les insatisfactions. Malgré cela, il y a plusieurs cas où le personnel de la RAF dans le SEAC refuse de travailler et comme il s'agit de conscrits, Park n'a heureusement pas à les traiter comme des mutins. Dans au moins un cas, il reproche au commandant de l'unité de ne pas s'être assuré du bien-être de ses hommes.
Park rédige également des dépêches officielles concernant les opérations menées par le SEAC. Dans ses premières versions, il critique la capacité des forces terrestres britanniques à soutenir l'organisation au sol requise pour ses avions de transport, et souligne également l'importance des opérations de ravitaillement aérien pour le succès obtenu dans la région. Il atténue ses écrits en réponse aux commentaires du ministère de la Guerre.
En février 1946, Park, dans la perspective de son remplacement imminent au poste d'ACSEAC par son adjoint, l'Air marshal George Pirie (en), à la fin du mois d'avril, demande l'autorisation de prendre un congé en Nouvelle-Zélande avant d'occuper son prochain poste. Tedder l'informe qu'il n'y a pas de rôle envisagé pour Park dans la RAF, la préférence étant donnée à des hommes plus jeunes, ce qui déçoit grandement Park. Pendant une grande partie du mois d'avril, il assure l'intérim du commandant suprême allié en Asie du Sud-Est pendant que Louis Mountbatten est en Australie. Il s'agit du commandement le plus élevé que Park occupe au cours de sa carrière militaire. Le mois suivant, sur recommandation de Mountbatten, Park est nommé Chevalier Grand-croix (GCB) de l'ordre du Bain « en reconnaissance des services éminents rendus en Asie du Sud-Est »,.
Après s'être remis d'une crise de dysenterie, Park et son épouse quittent Singapour pour entamer leur tournée en Nouvelle-Zélande le 26 mai, pays qu'il n'a pas visité depuis plus de 31 ans et où son épouse se rend pour la première fois. Pendant son séjour, il voit sa famille et ses amis et est l'invité d'honneur de plusieurs cérémonies civiques dans tout le pays. Le ministère de l'Air lui demande de rencontrer des représentants de la Royal New Zealand Air Force (RNZAF) pour discuter de ses plans et de ses besoins d'après-guerre. Il rapporte qu'il y a une intention de s'aligner sur la RAF en ce qui concerne l'équipement et les processus.
En août, Park est de retour au Royaume-Uni et, le mois suivant, il reçoit un avis officiel l'informant de sa retraite imminente de la RAF. Compte tenu des congés qui lui ont été accordés pour son service outre-mer, il est mis à la retraite avec effet au 20 décembre 1946 et avec le grade d'Air chief marshal. Il n'a pas droit à la pension qui va de pair avec ce grade. Malgré le plaidoyer de Tedder, Mountbatten et Slessor, le Trésor de Sa Majesté n'a pas voulu payer le montant total et il a reçoit à la place un montant équivalent à celui dû à un Air marshal, soit plus un tiers de différence.

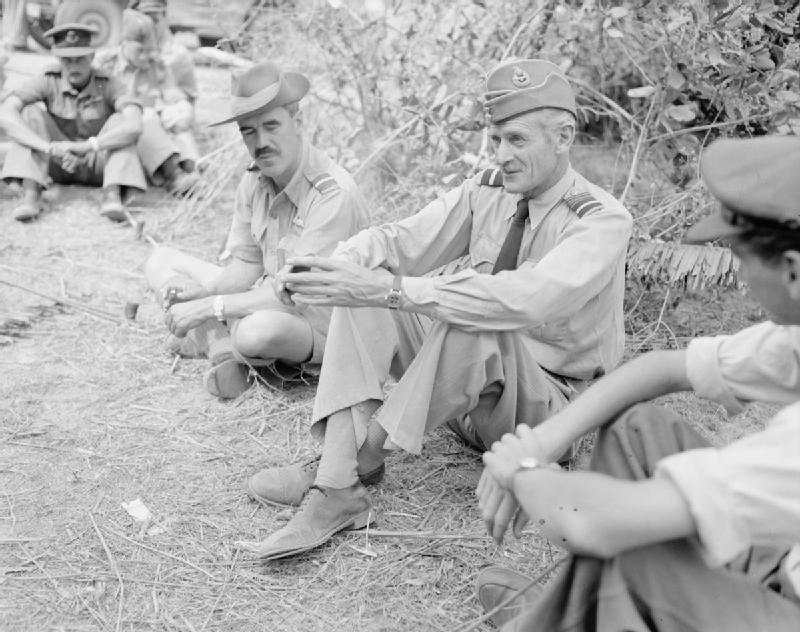
Keith Park s'entretenant avec des pilotes sur le terrain d'atterrissage de Kyaukpyu lors d'une visite sur l'île de Ramree, en Birmanie. À sa droite se trouve.

L'un de ses derniers engagements officiels est une visite au palais de Buckingham, où il reçoit l'insigne du GCB des mains du roi George VI le 16 octobre. Il est également reconnu par les États-Unis pour son travail pendant la Seconde Guerre mondiale, étant nommé Commandeur de la Legion of Merit en 1947.

### Fin de vie et mort
Presque immédiatement après sa retraite, Park devient représentant du groupe Hawker Siddeley, qui fabrique des avions militaires et civils. Il est chargé de vendre du matériel d'aviation aux pays d'Amérique du Sud, aidé par son expérience antérieure dans la région. Il rencontre à ce titre le président de l'Argentine Juan Perón au début de l'a,,ée 1947, et un contrat est signé plus tard dans l'année pour 380 chasseurs à réaction Gloster Meteor et 30 bombardiers lourds Avro Lincoln. En mai, il est de retour en Angleterre avant de partir avec sa femme et l'un de leurs deux fils pour la Nouvelle-Zélande. Là, basé à Auckland, il est le représentant de Hawker Siddeley pour le Pacifique.
Park est largement frustré dans ses efforts pour vendre les avions de son employeur en Nouvelle-Zélande, car il y a une préférence pour ceux fabriqués par les constructeurs américains. Il critique parfois les décisions d'achat du gouvernement néo-zélandais, ce qui met Hawker Siddeley dans l'embarras. Dans un cas, il note qu'alors que certains pilotes de la RNZAF doivent encore se contenter de vétustes North American P-51 Mustang (variante D) et de de Havilland Vampire nord-américains, les forces aériennes de pays moins développés sont équipées de chasseurs à réaction modernes Hawker Hunter.
Park participe également à la création de l'aéroport d'Auckland à Mangere. Il avait déjà souligné l'importance d'une telle installation pour les entreprises d'Auckland. Sholto Douglas, passé directeur de la British Overseas Airways Corporation, lui avait fait remarquer que les aérodromes néo-zélandais étaient particulièrement médiocres. En 1951, Park est nommé président du Comité de l'aéroport international et, au cours des années suivantes, il s'efforce d'obtenir les terrains nécessaires et la coopération du gouvernement central et des autorités locales.
En 1951, le fils de Park, Ian, agent de police en Malaisie britannique, est tué dans l'exercice de ses fonctions. La mort de Ian est un drame pour les deux parents.

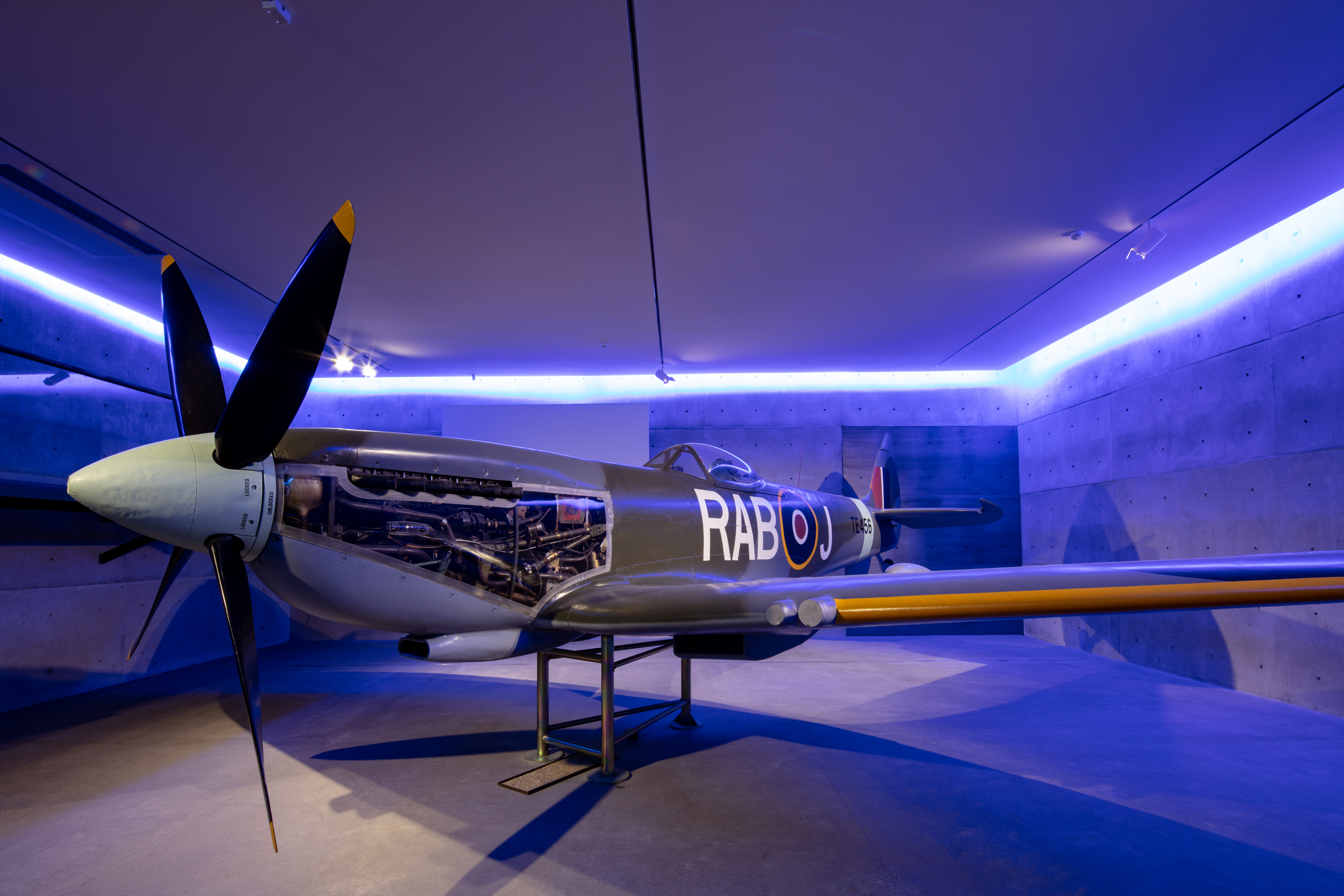
Le Supermarine Spitfire exposé au musée du mémorial de guerre d'Auckland. Park aide à faciliter le don de l'appareil à ce dernier.

En 1955, l'année même où il se retire du comité de l'aéroport international, les relations de Park et son action auprès du ministère de l'Air aboutissent à la donation d'un Supermarine Spitfire au musée du mémorial de guerre d'Auckland. Il s'agit d'un appareil qu'il sélectionne personnellement lors d'une visite au Royaume-Uni cette année-là. Le Spitfire offert, une variante Mk XVI, a été utilisé l'année d'avant pour le tournage du film Vainqueur du ciel (1956). Park prononce un discours lors de son inauguration officielle de l'appareil au musée. L'avion est toujours exposé dans l'une des galeries du musée.
Le « manque de rondeur » de Park, ainsi que son âge, l'amènent finalement à prendre sa retraite de Hawker Siddeley en juin 1960. Peu après, encouragé par le maire de la ville à l'époque, Dove-Myer Robinson (en), Park se présente aux élections du conseil municipal d'Auckland (en). Il est élu pour un mandat de trois ans lors des élections locales de 1962, puis réélu pour deux autres mandats. En tant que conseiller, il se retrouve à nouveau impliqué dans l'aéroport d'Auckland, faisant partie du comité chargé de superviser la construction de certaines de ses infrastructures. L'aéroport commence ses activités internationales en 1966 et, pendant un certain temps, des connaissances de Park demandent qu'il porte son nom, ce que le gouvernement refuse. Au cours de la dernière année de son dernier mandat de conseiller, son épouse, Dorothy, qui est souffrante depuis un certain temps, décède.
Un film sur la bataille d'Angleterre, La Bataille d'Angleterre, sort en 1969, basé sur le livre The Narrow Margin de Derek Wood (en) et Derek Dempster. Le film se veut une représentation fidèle de la bataille. Avant le début de la production, Trevor Howard, l'acteur qui incarne Park, lui écrit pour lui assurer qu'il rendra justice à son rôle de chef du No. 11 Group RAF. Lorsqu'il visionne le film terminé lors de sa première en Nouvelle-Zélande, Park le trouve divertissant, mais note que la réunion au cours de laquelle lui et Leigh-Mallory se disputent au sujet de l'utilisation des Big Wings est romancée et moins dramatique que ce qui s'est réellement passé.
Le 2 février 1975, il tombe malade à Auckland et est admis à l'hôpital, où il meurt le 6 février, à l'âge de 82 ans. Park reçoit des funérailles militaires à la cathédrale de la Sainte-Trinité d'Auckland. La reine Élisabeth II et le pilote de la bataille d'Angleterre John A. Kent (en) lui adressent leurs condoléances. Sa dépouille est incinérée et, à la demande de son fils, ses cendres sont dispersées au-dessus de Waitemata Harbour à partir d'un avion.
Plus tard dans l'année, le 12 septembre, un service commémoratif est organisé à Londres à St Clement Danes sur le Strand. L'un des orateurs est Douglas Bader, qui, dans son discours, déclare « L'histoire militaire britannique de ce siècle s'est enrichie des noms de grands combattants néo-zélandais. Le nom de Keith Park est gravé dans cette histoire aux côtés de ceux de ses pairs ».

## Postérité

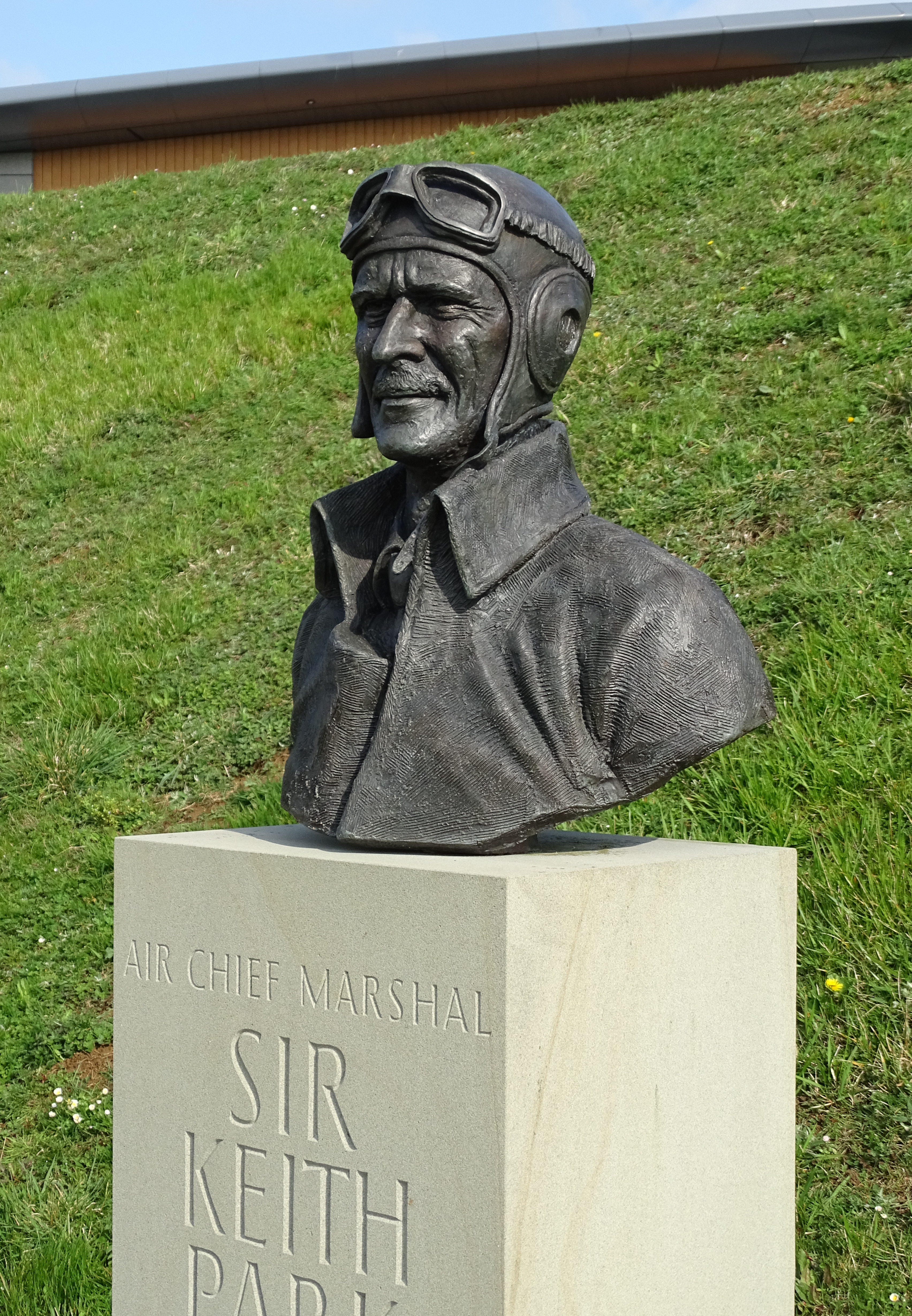
Buste de Keith Park réalisé en 2010 par Will Davies dans le Mémorial de la bataille d'Angleterre à Capel-le-Ferne, en Angleterre.

En Nouvelle-Zélande, Park est commémoré par le Sir Keith Park Memorial Airfield à Thames et par la section aviation du musée du transport et de la technologie d'Auckland. Dans ce dernier, une réplique de l'Hurricane que Park pilotait lorsqu'il commandait le No. 11 Group RAF est visible, bien que ce ne soit pas une représentation exacte. L'école spéciale Sir Keith Park à Mangere porte son nom. En 2019, une statue en bronze de Park est dévoilée à l'extérieur du Thames War Memorial Civic Centre. La statue a été financée par un legs de 200 000 dollars de Betty Hare, qui estimait que Park méritait une plus grande reconnaissance dans son pays.
L'uniforme et les médailles de Park, dont sa 1939-45 Star, sont exposés au musée du mémorial de guerre d'Auckland. Malgré la présence physique d'une barrette de la bataille d'Angleterre sur cette dernière médaille, le nom de Park ne figurait pas, jusqu'à récemment, sur la liste officielle des équipages d'aéronefs ayant droit à cette barrette. Après une enquête menée par l'historien Dilip Sarkar, le nom de Park a été ajouté à la liste sur la base du fait qu'il a effectué au moins une sortie opérationnelle pendant la bataille.
Au Royaume-Uni, Keith Park Crescent, une rue résidentielle près de l'ancien aérodrome de la RAF à Biggin Hill, porte son nom, tout comme Keith Park Road à Uxbridge.
Une locomotive de classe West Country / Battle of Britain (en) de la Southern Railway, no 34053, a été baptisée en son honneur en 1947, Park étant présent lors de la cérémonie d'inauguration. La locomotive a été restaurée et dédiée de nouveau à Park en 2013. La locomotive appartient actuellement à l'association de préservation ferroviaire Southern Locomotives Ltd (en) et est visible sur la Spa Valley Railway (en) dans le Sussex de l'Est et le Kent.
Grâce au soutien du financier de l'homme d'affaires Terry Smith (en), une statue temporaire en fibre de verre de cinq mètres de haut est inaugurée le 4 novembre 2009 sur le Quatrième socle de Trafalgar Square. Cette statue est érigée en reconnaissance de son rôle dans la bataille d'Angleterre. Des membres de la famille de Park sont présents lors de l'inauguration, qui s'est déroulée devant un millier de personnes. L'œuvre est restée exposée pendant six mois avant d'être transférée au Royal Air Force Museum London en mai 2010,. Une reconnaissance plus permanente de Park à Londres était toujours souhaitée et, en mai 2009, le Westminster City Council (en) accepte d'ériger une statue de 2,78 mètres de haut à Waterloo Place. Une version en bronze de la sculpture exposée sur le Quatrième socle est installée à Waterloo Place et dévoilée le 15 septembre 2010, lors des commémorations du 70e anniversaire de la bataille. Le Chief of the Air Staff, l'Air chief marshal Stephen Dalton, déclare que Park était « un homme sans lequel l'histoire de la bataille d'Angleterre aurait pu être désastreusement différente. C'était un homme qui n'a jamais échoué dans les tâches qui lui étaient confiées »,. Enfin, un buste de Keith Park a été réalisé en 2010 par Will Davies dans le Mémorial de la bataille d'Angleterre à Capel-le-Ferne.

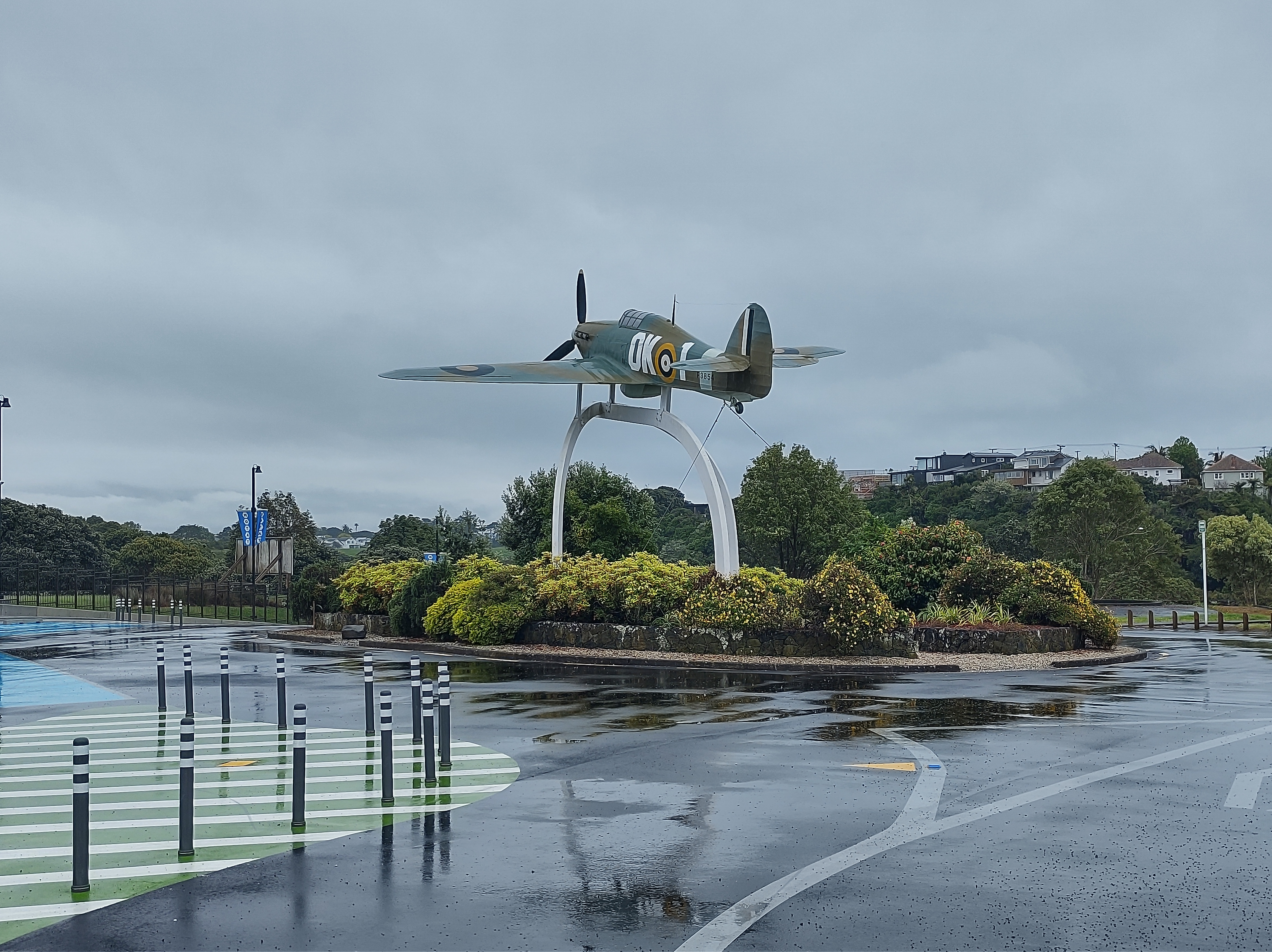
Réplique d'un Hurricane au musée du transport et de la technologie d'Auckland.
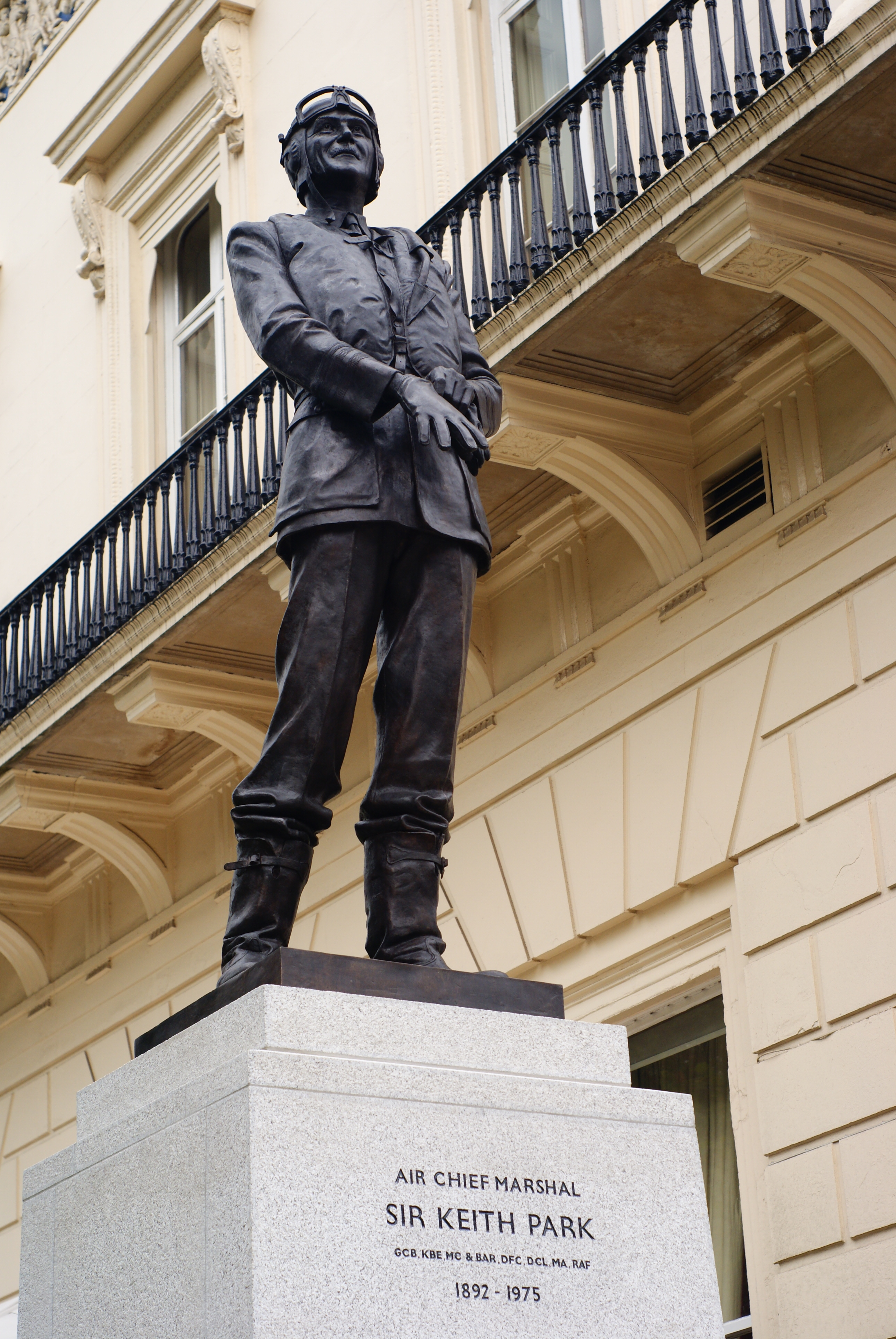
Statue de Sir Keith Park à Waterloo Place, à Londres.
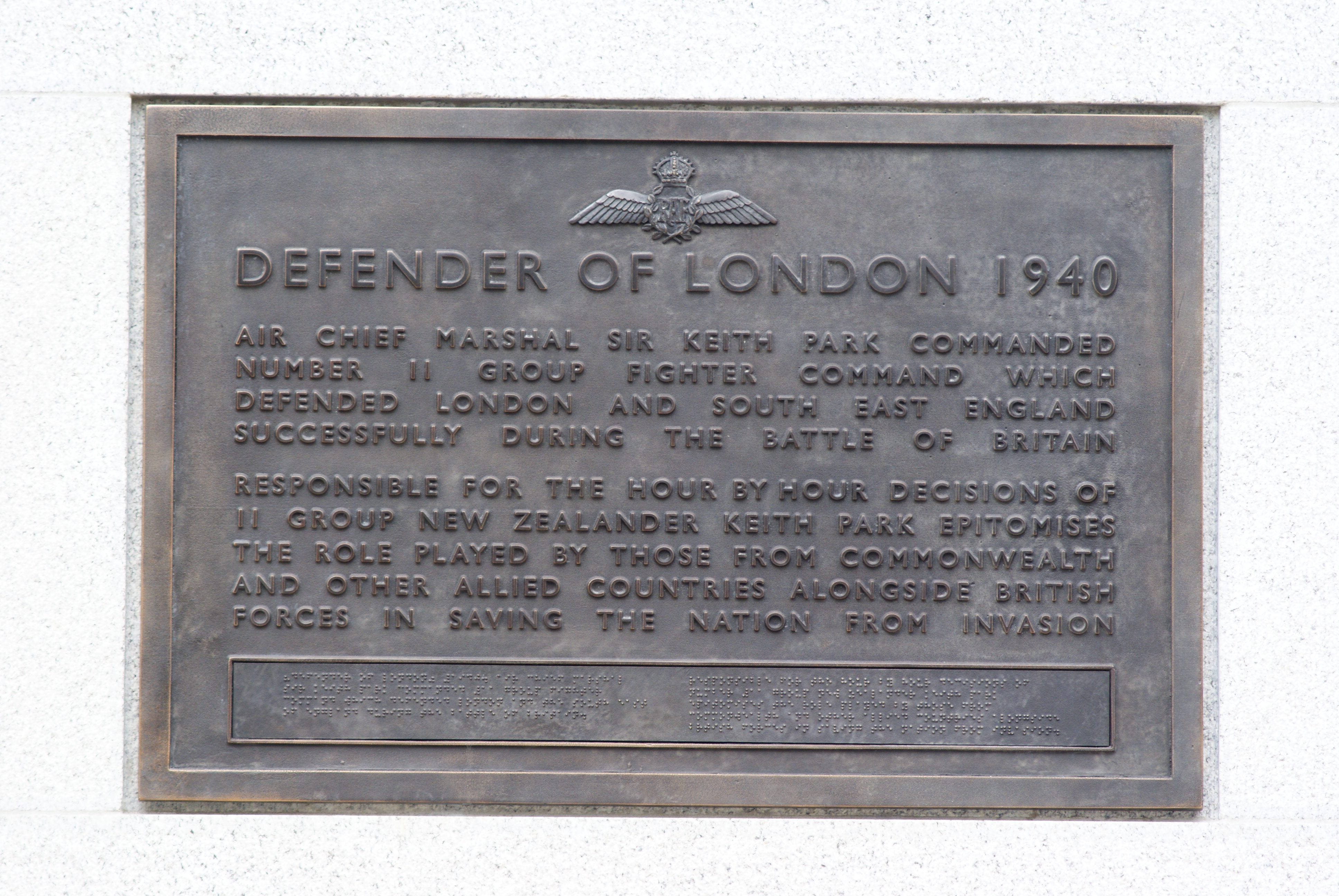
Plaque commémorative près de la statue de à Waterloo Place.
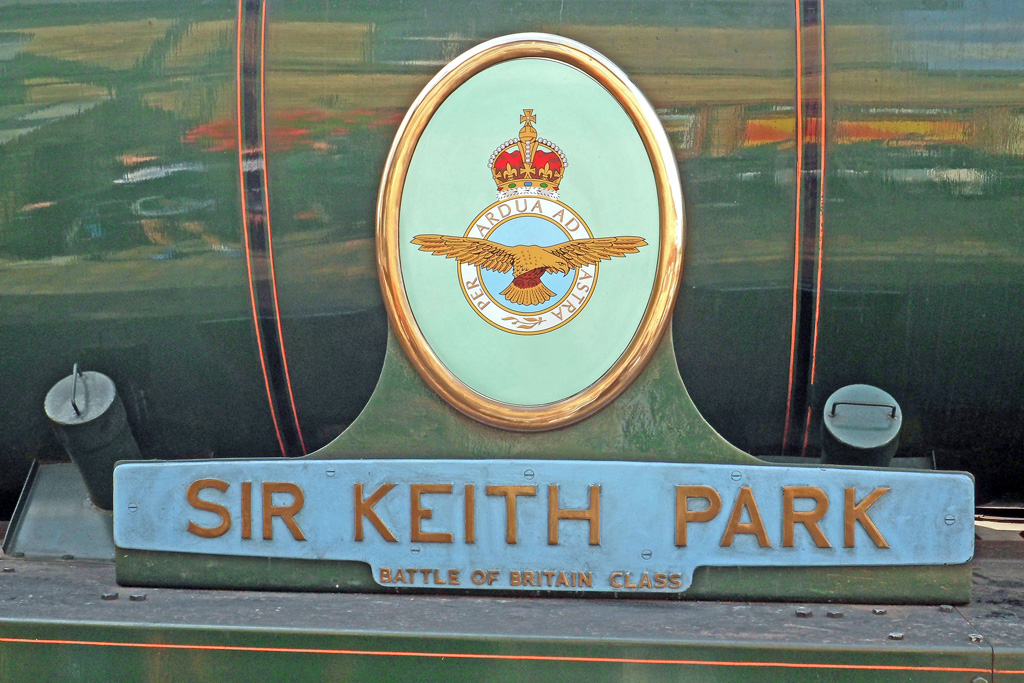
Plaque commémorative « Sir Keith Park » et emblème de la RAF sur une locomotive de classe Battle of Britain de la Southern Railway.
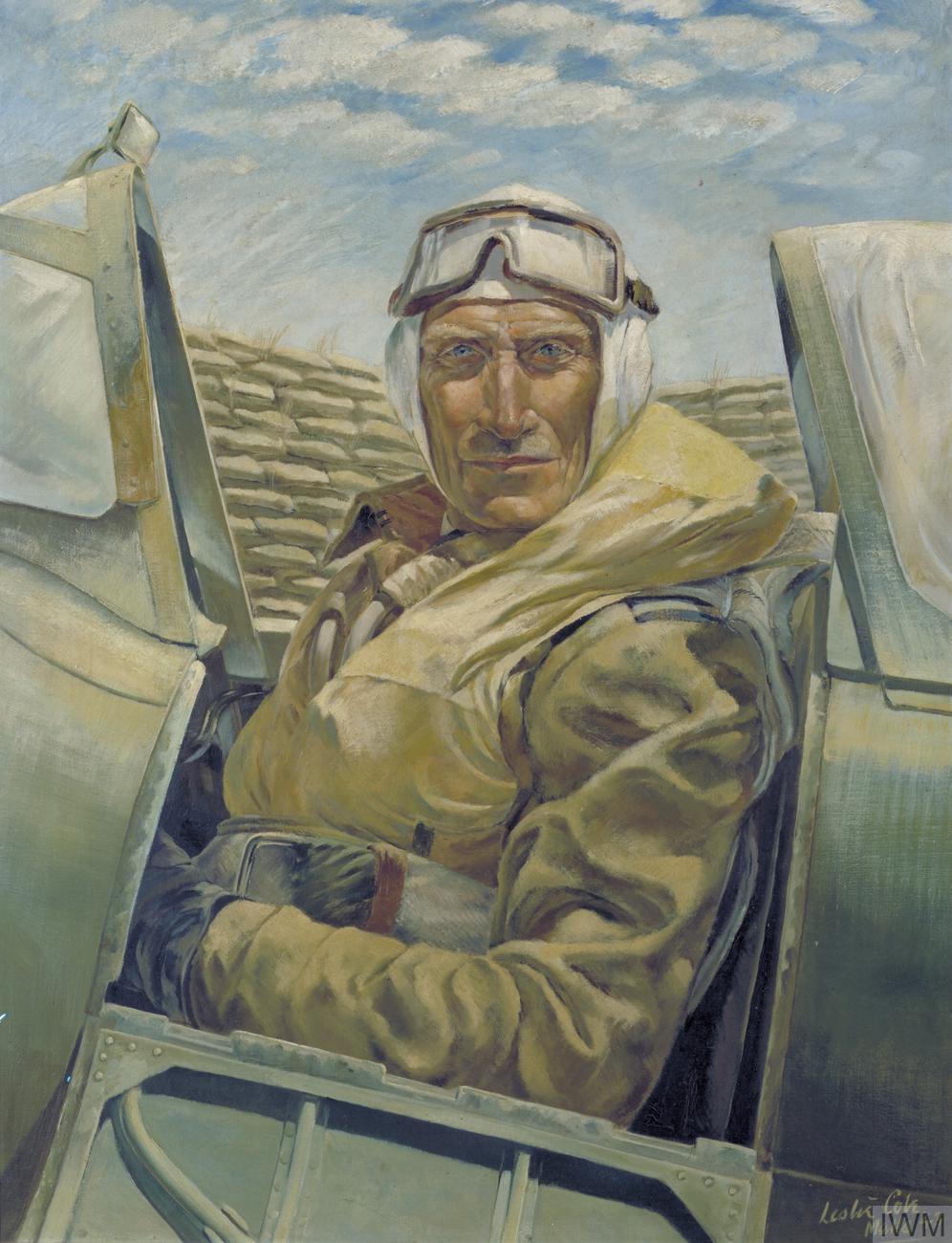
Portrait de Park par Leslie Cole (1943).